# Варяги
Варя́ги (др.-рус. и церк.-слав. варѧгъ, мн. варязи, новг. мн. варѧги, варѧгы, др.-сканд. *váringr > др-исл. сильная форма væringr, слабая форма væringi, ср.-греч. βάραγγοι, араб. ورنك‎ warank, ср.-лат. varangi) — собирательное обозначение скандинавских народов в Киевской Руси, выходцы из Скандинавии в Киевской Руси (IX—XII века), скандинавские наёмные воины (варанги) в Византии (конец X — начало XIII века).
В русских летописях и правовых памятниках варяги — собирательное обозначение скандинавских народов. Ряд исследователей сближает варягов со скандинавскими викингами. Русские летописи, начиная с самой ранней известной «Повести временных лет», связывают с варягами-русью возникновение государства Русь («призвание варягов» в 862 году по летописной хронологии). С XII века понятие «варяги» могло заменяться экзоэтнонимом «немцы». Кроме того, возникает большое число производных значений этого слова («заморский житель», «торговец» и др.), отсутствующих в ранних источниках. Из византийских источников варяги (варанги) известны как особый отряд на службе у византийских императоров с XI века. Скандинавские источники называют варягами (вэрингами) скандинавов, находившихся на службе в Византии в конце X — начале XIII века.
Большинством учёных признаются существенное влияние скандинавов на раннюю Русь, скандинавская принадлежность варягов, народа русь, правящего слоя в начальный период и первых правителей Руси, о чём свидетельствует широкий круг письменных, археологических и лингвистических источников. При этом в современной науке скандинавы не считаются собственно основателями Русского государства, принесшими местным народам государственность; образование раннего Русского государства рассматривается как сложный процесс, включавший как внутренние (общественная эволюция местных, в первую очередь восточно-славянских общностей), так и внешние факторы.
В IX—X веках варяги осуществляли интенсивный обмен между странами Северной и Южной Европы, Ближнего Востока и Передней Азии. Способствовали проникновению на север древнерусской дружинной культуры и распространению христианства в восточной Скандинавии.

## Этимология

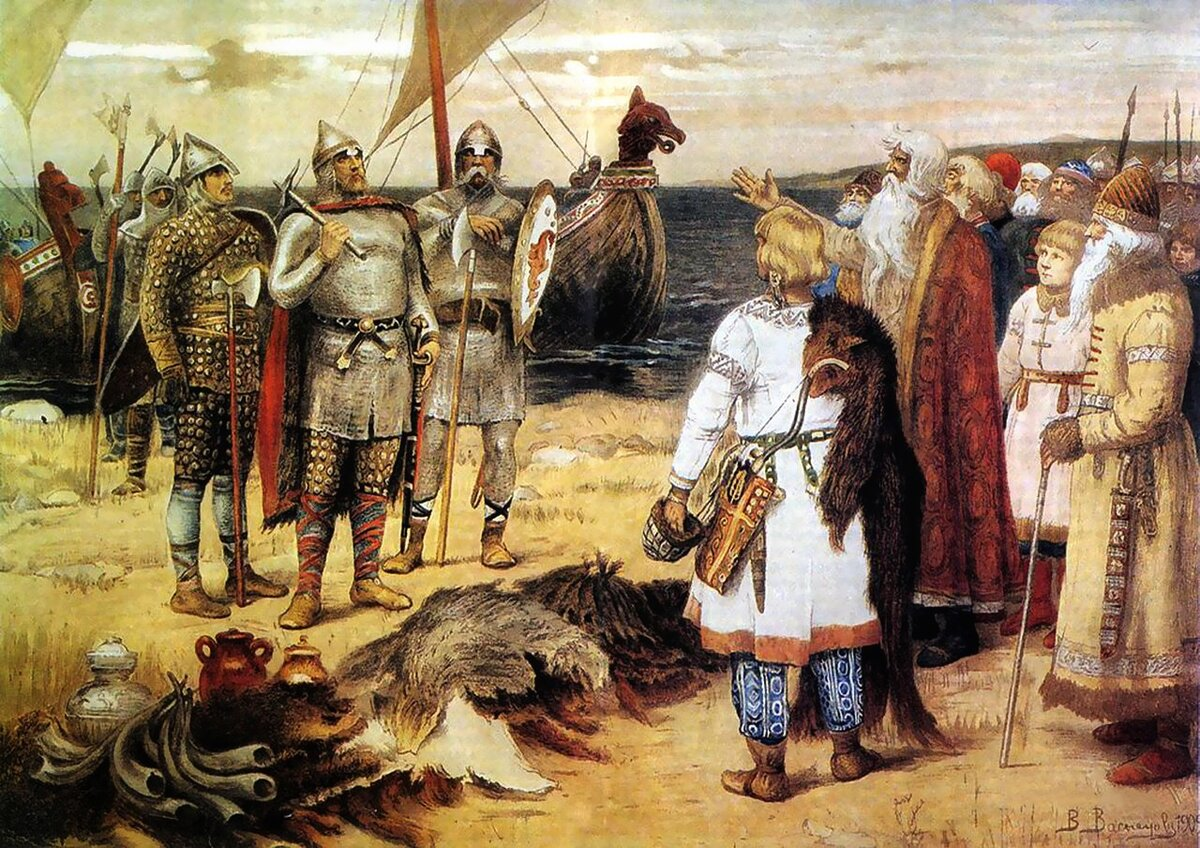
Виктор Васнецов. «Призвание варягов», 1909 г.

Ретроспективно русские летописи конца XI века относили термин «варяг» к середине IX века (например, летописное сказание о призвании варягов). В исландских сагах варяги (væringjar) появляются при описании службы скандинавских воинов в Византии в начале XI века.
Византийский хронист второй половины XI века Иоанн Скилица впервые сообщает о кельтах-варангах при описании событий 1034 года, когда варяжский отряд находился в Малой Азии («варанги, по происхождению кельты, служащие по найму у греков»). Понятие «варяги» также зафиксировано в сочинении учёного из древнего Хорезма Аль-Бируни (1029 год):
«От [океана] отделяется большой залив на севере у саклабов [славян] и простирается близко к земле булгар, страны мусульман; они знают его как море варанков, а это народ на его берегу».
В сжатом виде сообщение о призвании на Русь варягов во главе с Рюриком и его братьями появляется в русском источнике, во второй редакции «Летописца вскоре Никифора», входящего в состав памятника церковного происхождения пергаменной Новгородской Кормчей книги, в которой почти нет новгородских известий, но есть относительно много ростовских известий, в том числе редчайших записей, относящихся к 1260—1270 годам, вставленных современником событий — ростовским летописцем. Также одно из первых упоминаний варягов, где выделялся их особый правовой статус на Руси, содержится в текстах списков Русской Правды XIII—XV веков и относится ко времени правления князя Ярослава Мудрого (1019—1054).
- Сигизмунд фон Герберштейн, будучи советником посла в Московском государстве в первой половине XVI века, одним из первых европейцев ознакомился с русскими летописями и высказал своё мнение о происхождении варягов:

…поскольку сами они называют Варяжским морем Балтийское… то я думал было, что вследствие близости князьями у них были шведы, датчане или пруссы. Однако с Любеком и Голштинским герцогством граничила когда-то область вандалов со знаменитым городом Вагрия, так что, как полагают, Балтийское море и получило название от этой Вагрии; так как… вандалы тогда не только отличались могуществом, но и имели общие с русскими язык, обычаи и веру, то, по моему мнению, русским естественно было призвать себе государями вагров, иначе говоря, варягов, а не уступать власть чужеземцам, отличавшимся от них и верой, и обычаями, и языком.
— С. фон Герберштейн. Записки о Московии
- Историк XVIII века Г. З. Байер выводил слово «варяг» от эст. varas, «разбойник», сопоставляя с русским словом «вор»[21].
- В. Н. Татищев предполагал, ссылаясь на Ф. И. Страленберга, происхождение от varg — «волк», «разбойник»[22].
- Переводчик саг с древнеисландского О. И. Сенковский считал, что слово «варяги» — искажённое в славянском языке самоназвание дружины викингов — félag[23] Возникшая позднее в Византии лексема «веринги» (væringjar) могла быть заимствованием от русов, то есть была искажением слова «варяги».
- Историк XIX века С. А. Гедеонов нашёл ещё одно близкое значение в балтийско-славянском словаре древанского наречия опубликованном И. Потоцким в 1795 году в Гамбурге: warang, «меч».
- Византинист В. Г. Васильевский полагал, что греческое название «варанги» (Βάραγγοι) и русское «варяги» образовались независимо друг от друга. Первое он полагал произошедшим от греческих слов «фаранги» (ϕάραγγοι), то есть франки или «маранги» Μαράγγο, то есть «пришелец с моря»[10], а второе — пришедшим из языка крымских готов и, через норманнов, заимствованным русскими наёмниками на службе Византии. Впоследствии, в результате ошибки летописца, два этих термина слились в один[10].
- А. А. Шахматов и А. Е. Пресняков возводили др.-рус. варѩгъ из названия франков (дало также фряг) через посредство аваров. Макс Фасмер и Н. М. Петровский (1922) отвергали эту версию[6].
- Шведский славист Гуннар Якобсон (1954) предложил этимологию из *varang-, аналогично стяг от др.-шв. stang (ср. норвежский топоним Varanger-fjord)[6].
- По мнению А. Г. Кузьмина, слово происходит от кельтского var («вода»), то есть под варягами понимали жителей (по версии Кузьмина: ославяненных кельтов) побережья вообще (аналог этимологии в русском: поморы)[24]. По его же мнению слово «варяги» восходит к этнониму «варины» или «варны», через промежуточный этноним «варанги», от которого выводит древнерусские «варяги» и «Варяжское море», и возможно «вагры» и «варны» (в германской передаче названия некоторых племён балтийских славян). Профессиональные лингвисты отвергают эти построения как лингвистически невозможные[9].
- Итальянский историк права Доменико Пардуччи, проводя параллель между варягами русских летописей и сословием waregang, существовавшем в Лангобардском королевстве, считает значение слово «приехавший по договору», видя в них пришельцев, живущих на территории принимающей стороны на условиях некоего договора или клятвы[25].
- В конце XIX века лингвистом Вильгельмом Томсеном была обоснована версия исходного этнического значения слова варѧг («скандинав»), которое возводилось им к др.-исл. (др.-сканд. ) væringi,  др.-исл. от др.-исл. vár (жен. род; во мн. ч. обычно várar) – обет, клятва, верность. Другую возможную этимологию варѧгъ от др.-исл. varа (жен. род) – товар предложил в 1950-х годах А. Стендер-Петерсен, считавший этот термин обозначением торговцев-скандинавов в Восточной Европе, который позднее был перенесён на скандинавских наёмников. Подавляющее большинство лингвистов, историков и археологов начиная с конца XIX века и до настоящего времени разделяет этимологию, предложенную Томсеном, различно объясняя соотношение корневых гласных в словах væringi, варѧгъ и βάραγγος. Происхождение слова они связывают со службой скандинавских воинов в дружинах древнерусских князей, при поступлении на которую они обязаны были принести клятву верности[26]. Макс Фасмер, придерживался в целом распространённой современной этимологии — от др.-герм. wara (присяга, клятва), то есть варягами были воины, давшие клятву. Фасмер производит слово от предполагаемого скандинавского *váringr, vœringr, от vár «верность, порука, обет», то есть «союзники, члены корпорации»[6]. По мнению Л. С. Клейна, слово «варяг» происходит от скандинавского слова vár («клятва»). Так называли скандинавских наемников, присягавших на верность византийскому императору (основа «вэринг» с древнегерманским суффиксом -инг, который закономерно дал славянское -енг > -яг)[27]. По мнению Е. А. Мельниковой — от скандинавского væringjar (от vár — «обет, клятва»), от которого также произошли средневековое лат. varangi, греч. βάραγγοι, араб. warank‎[5]. Филолог М. В. Елифёрова уточняет: «германское -in- закономерно перешло в носовой славянский ѧ, который затем, как и в других словах русского языка, утратил назализацию и смешался с я»[28].

## Варяжский вопрос

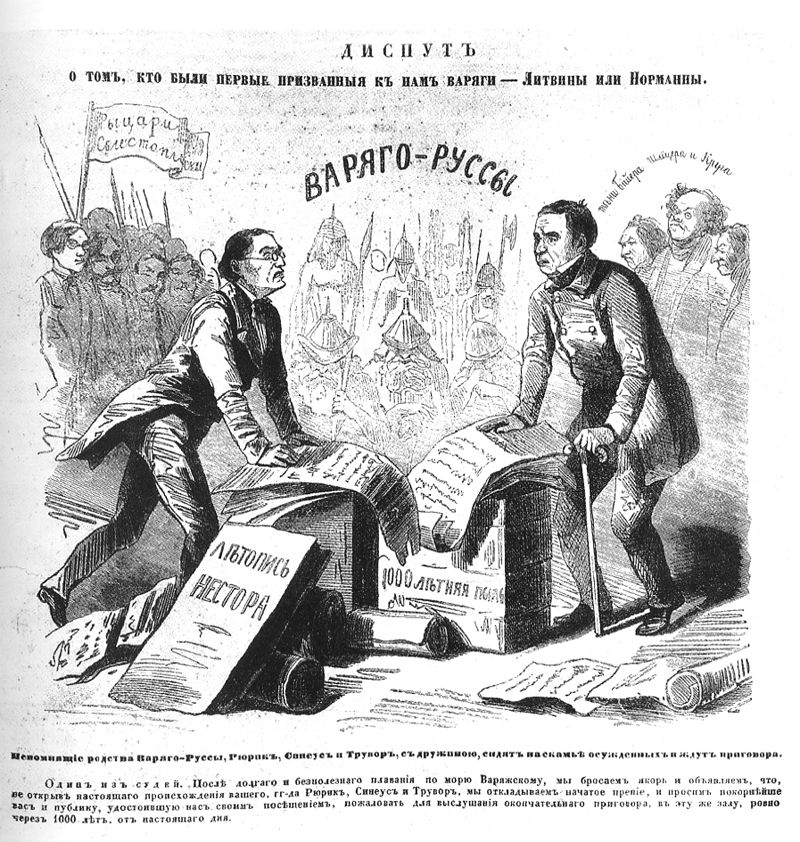
Диспут между Н. И. Костомаровым и М. П. Погодиным по вопросу, кем были первые призванные варяги. Из коллекции Музея истории СПбГУ

Начиная с XVIII века в исторической науке сформировалось два течения, условно называемые норманизм и антинорманизм. Сторонники норманской теории придерживаются мнения о существенном влиянии на процессы становления раннего Русского государства выходцев из Скандинавии (норманнов) и считают русь и варягов скандинавами. Антинорманисты, как правило, отрицают связь руси и варягов со скандинавами, отрицают присутствие скандинавов на Руси или признают присутствие, но отрицают существенность их влияния.
Попытки решения сугубо исторической проблемы часто политизировались и объединялись с национальным вопросом. В XVIII — первой половине XX века норманнская теория (версия о скандинавском происхождении варягов и Руси) обвинялась в воспевании превосходства «германской расы»; в настоящее время эта связь отвергнута как ненаучная. В советское время историки были вынуждены руководствоваться партийными установками, в результате чего летописные и прочие данные отвергались как выдумки, если предполагали скандинавов среди основателей Русского государства. Первым о тождестве варягов и шведов стал утверждать шведский дипломат П. Петрей, выпустивший на латыни книгу «Regin Muschowitici Sciographia» в 1615 году.
Под «варяжским вопросом» принято понимать совокупность проблем:
- этническая принадлежность варягов в целом и народа русь как одного из варяжских племён;
- роль варягов в развитии восточнославянской государственности;
- значение варягов для формирования древнерусского этноса;
- этимология этнонима «русь».

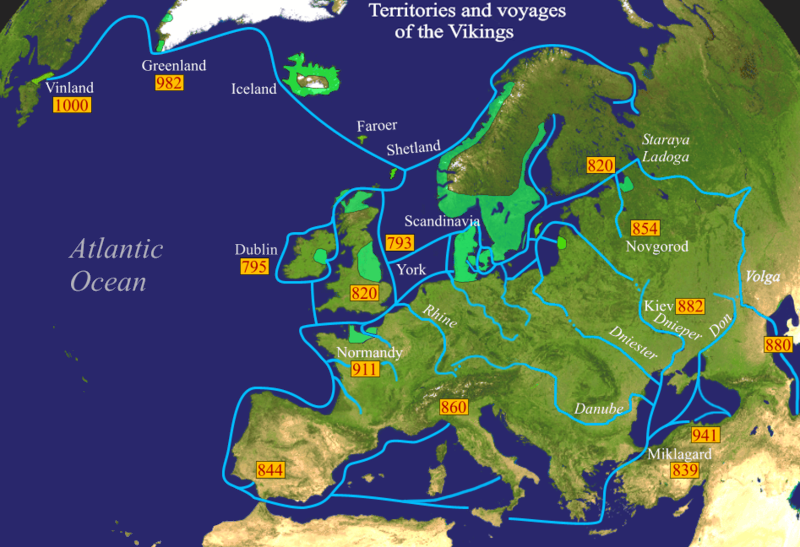
Расселение и походы скандинавов

Большое число византийских, западноевропейских, арабо-персидских источников свидетельствуют, что в IX – первой половине X века название «русь» относилось именно к варягам и русь в этот период отличали от славян.
«Повесть временных лет» перечисляет народы, которые входят в общность, именуемую варягами: «Идоша за море к варягом, к руси. Сице бо звахуть ты варягы русь, яко се друзии зовутся свее, друзии же урмани, аньгляне, инѣи и готе, тако и си»). В число варягов включены свее (шведы), урмани («норманны» — норвежцы), аньгляне (англы), готе (готландцы). Почти все перечисленные народы, кроме англов, принадлежат к скандинавам, а включение англов может отражать ситуацию, когда Англия входила в состав государства датского конунга Кнуда Великого. Варяги — не отдельный народ, а общее наименование всех скандинавских племён, перечисленных следом. Народ русь здесь представлен как разновидность варягов. Лингвист С. Л. Николаев комментирует данный фрагмент в Московско-Академическом списке «Повести временных лет» следующим образом: «Варязи [шведы южной Финляндии?] Свеи [шведы восточной Швеции] Оурмане [«норманны», датчане и норвежцы] Галичане [скорее валлийцы, чем французы].
В ряде средневековых источников русь упоминается одновременно и как восточный (восточноевропейский), и как западный народ. В «Повести временных лет», помимо перечня варяжских народов в известии о призвании варягов, русь дважды упоминается в таблице народов: среди населения части света, доставшейся библейскому Иафету, русь названа рядом с финно-угорскими и балтскими племенами Восточной Европы («Въ Афетови же части сѣдить русь, чюдь и вси языцѣ: меря, мурома, всь, мордва, заволочьская чюдь, пермь, печера, ямь, югра, литва, зимигола, корсь, лѣтьгола, либь»; при этом русь противопоставлена чуди — собирательному названию ряда племён, в основном прибалтийско-финских); далее в перечне потомков Иафета русь названа снова, но на этот раз среди северных германских народов, тех же, что в рассказе о призвании варягов, и предваряют эту группу народов варяги («Афетово же колѣно и то: варязи, свеи, урмане, готѣ, русь, аглянѣ…»). В Константинопольском списке «Иосиппона» сказано, что руси также «живут по реке Кира [в других списках Кива, то есть Киев], текущей в море Гурган [Каспийское]». Двойная локализация руси имеется и в некоторых арабских источниках, например, у Якуба ар-рус упомянуты рядом с хазарами и смешиваются со славянами, но походы на пруссов они совершали на кораблях с запада, то есть с Балтики. Лингвист С. Л. Николаев объясняет эти двойные упоминания «раздвоением» самой руси, которая, с одной стороны, продолжала оставаться скандинавским (восточношведским) этносом (по Николаеву, жителями Рудена-Руслагена), а с другой — овладела значительными восточноевропейскими территориями, и её название стало также названием славянского населения и государства Русь.

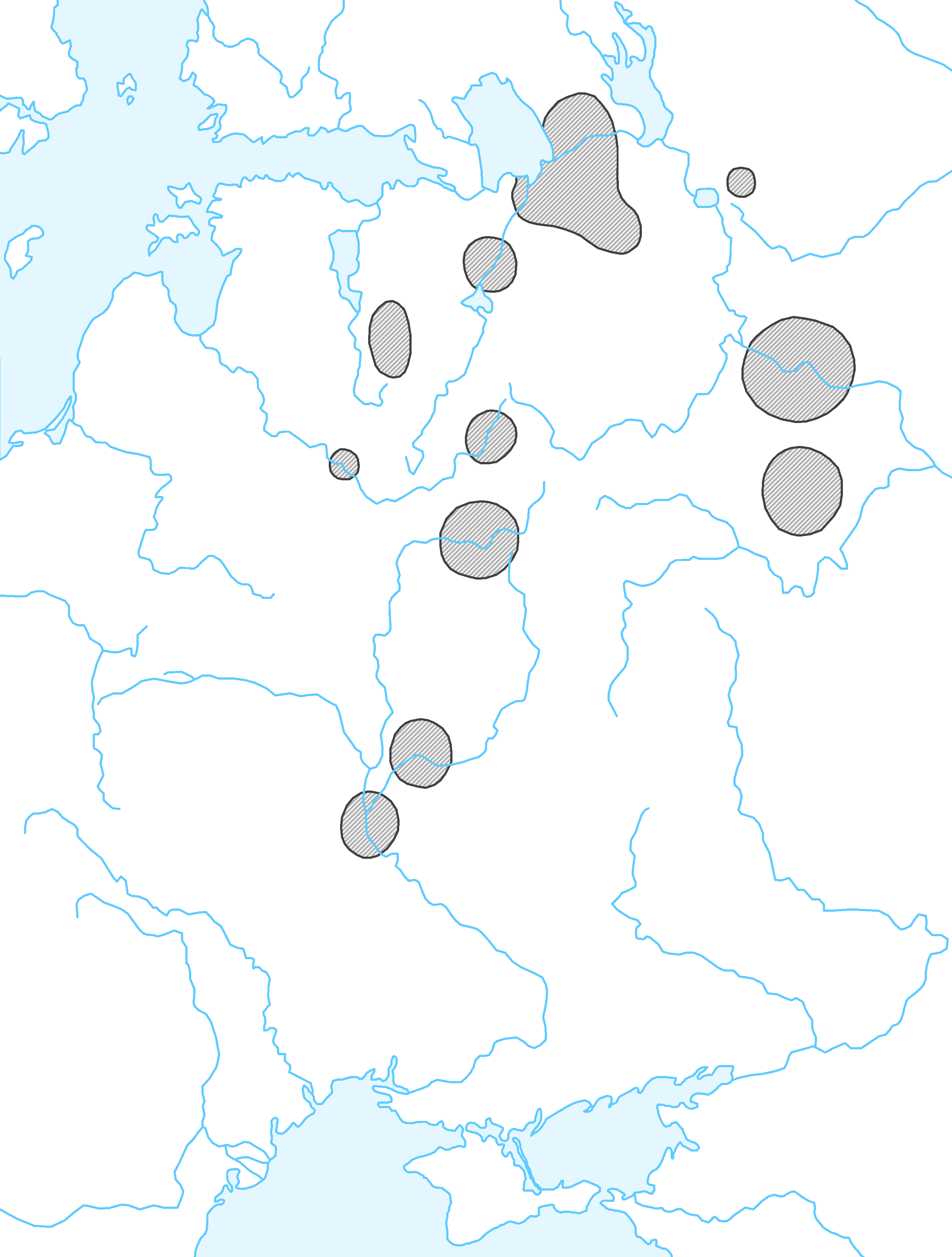
Археологические памятники Руси, включающие скандинавские комплексы и вещи в культурном слое поселений, X—XI века (по Г. С. Лебедеву и В. А. Назаренко)

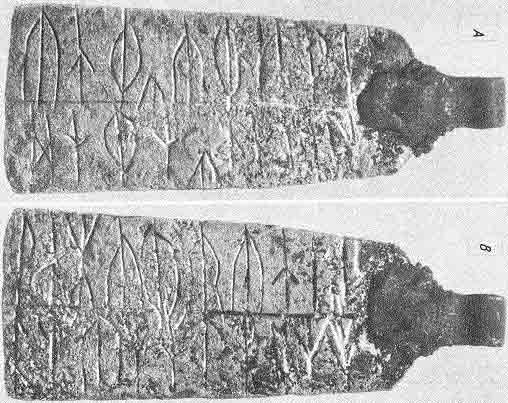
Скандинавская руническая надпись на амулете из Старой Ладоги, не позднее конца X века

О скандинавском происхождении варягов свидетельствуют также различные иностранные письменные источники, данные археологии и языка. Предметы скандинавского происхождения найдены во всех древнерусских торгово-ремесленных поселениях (Ладога, Тимерёво, Гнёздово, Шестовица и др.) и ранних городах (Новгород, Псков, Киев, Чернигов). Более 1200 скандинавских предметов вооружения, украшений, амулетов и предметов быта, а также орудий труда и инструментов VIII—XI веков происходит примерно из 70 археологических памятников Древней Руси. Известно около 100 находок граффити в виде отдельных скандинавских рунических знаков и надписей. Руническая письменность, очевидно, эпизодически использовалась в культовых и бытовых целях лишь в варяжской среде.
Раскопки в Рюриковом Городище под Новгородом под руководством Е. Н. Носова с 1975 года, давшие большое число скандинавских артефактов, а также в Старой Ладоге, согласно ряду летописей, первой резиденции Рюрика, под руководством А. Н. Кирпичникова с 1984 года, а также раскопки на Украине и в Белоруссии, выявили следы скандинавского заселения, начавшегося в IX—X веках и продолжавшегося около двух столетий. Среди наиболее важных свидетельств скандинавского присутствия в Восточной Европе — женские костюмы, некрополи нормандского типа, амулеты с руническими надписями, скандинавские идолы, которые являются показателями ремесла и религиозных практик. Интенсификация скандинавских артефактов в археологических памятниках северной Руси приходится на вторую половину IX века, что соответствует времени летописного призвания варягов на Русь и началу династии Рюриковичей. Археологические данные свидетельствуют о высоком положении варягов в автохтонном обществе. Культура скандинавской элиты привлекала местное население: наблюдается сложный процесс ассимиляции скандинавов в славянские и финские общества и формирование нового этноса. В свою очередь, следы контактов со славянскими племенами Балтийского моря незначительны, они оказали небольшое влияние на производство керамики.
Находки скандинавских предметов, рассеянные на большой территории в юго-восточном Приладожье, в округе Владимира, Суздаля и Ярославля, связаны с небольшими сельскими памятниками. Самые крупные из них (Тимерёво, Михайловское, Петровское) расположены недалеко от Ярославля, в 10—12 км от Волги. Значительную часть населения здесь составляли скандинавы. Обилие скандинавских древностей в Восточной Европе невозможно объяснить лишь дальними путешествиями и транзитной торговлей выходцев из Скандинавии, тем более часть находок происходит из мест, существенно удалённых от магистральных путей. Скандинавские археологические древности свидетельствуют о большой миграционной волне из Скандинавии в Восточную Европу, в основном с территории Средней Швеции. Эта миграция определялась суровыми природными условиями Скандинавии, небольшим количеством земель, пригодных для земледелия (к территории будущей Руси, напротив, относится летописная фраза «земля наша велика и обильна»). В 2008 и 2010 годах на острове Сааремаа (Эстония) были обнаружены остатки двух кораблей со скелетами и скандинавским погребальным инвентарём. Находки датируются временем около 750 года и включают захоронения 41 воина, погибшего в бою, в том числе представителей военной аристократии и их дружинников.
Археологические исследования начала XXI века в Верхневолжском регионе демонстрируют наличие захоронений мужчин и женщин IX—X веков, обладавших высоким социальным статусом, а также предметами материальной культуры, в значительной степени соответствующей культуре Скандинавии, хотя это сходство уменьшается по мере удаления от Волги и ниже по её течению. Эти находки рассматриваются как ещё одно подтверждение скандинавского характера древнерусской элиты. Масштабы миграции скандинавов на Русь остаются неясными, но археологические исследования свидетельствуют, что значительное количество свободных скандинавских земледельцев проживало в Верхнем Поволжье.
Ряд северогерманских (древнескандинавских) слов вошли в древнерусский язык в эпоху викингов. Оценки количества этих заимствований различны у разных авторов, от более чем 100 слов (Форссман) до 34 (Кипарский) и 30 (Струминский), включая личные имена. Согласно наиболее критическому и консервативному анализу, общеупотребительные древнескандинавские заимствования включают кнут, сельдь, шёлк, ящик, а также русь, варяг, стяг, витязь (от викинг). Многие относятся к особой сфере употребления и перестали широко использоваться к XIII веку, например, берковец (от *birkisk, 'Бирка / бирковый фунт', единица измерения массы, около 164 кг), голбец (от gulf, 'ящик' 'сарай'), гридь (от griði, grimaðr, 'телохранитель конунга'), ларь (от *lári, lárr, 'сундук', 'ствол'), пуд (от pund, единица измерения массы), скала (от skál), тиун (thiónn, управляющий), ябеда (от embætti, 'чиновник'). Древнескандинавское происхождение имеют имена (древнескандинавский вариант приведён в скобках): Аскольд (Hǫðskuldr, Hǫskuldr), Глеб (Guðleifr), Дир (Dýri), Игорь (Ingvarr), Ингварь (от того же Ingvarr), Олег (Hélgi), Ольга (Helga), Рогволод (Ragnvaldr, Rögnvaldr), Рогнеда (Ragnheiđr, Ragnhildr или *Rоgnêd), Рюрик (Hrœrekr или Rȳrik), Синеус, Трувор (Signjótr, Þórvar[ð]r), Тур (Þórir), Улеб (Ǫleifr, Олаф), Якун (Акун) (Hákon) и др.. Большинство послов «от русского рода», перечисленных в русско-византийских договорах 911 и 944 годов, имеют отчётливо скандинавские имена.
Из версий происхождения слова «русь» наиболее обоснована лингвистически «северная», западнофинская (скандинавская — из древнескандинавского языка через западнофинское посредство). Скандинавская этимология составляет современный лингвистический консенсус. Гипотезы «южного», местного, или автохтонного, происхождения этнонима русь (обычно из иранских или славянских языков) занимают важное место в концепциях антинорманистов. «Южные» гипотезы весьма слабо обоснованы как лингвистически, так и исторически (предполагается существование предшествовавшего Киевской Руси государства на юге). По словам А. А. Зализняка, современный научный консенсус скорее всего говорит о том, что вне зависимости от того, как было образовано слово «русь», вначале оно обозначало только норманнов и пришло в русский язык из древнескандинавского языка (др.-сканд. rōþr «гребец» и «поход на гребных судах», трансформировавшееся через фин. ruotsi «шведский, швед» в др.-рус. рѹсь), а затем постепенно с норманнской элиты стало «скользить» на весь народ Древней Руси.
Большое число топонимов по всей Северо-Западной Руси, включая названия поселений или близлежащих рек, отражают имена или происхождение скандинавских поселенцев. Скандинавское имя Asviðr отражено в названии места, ныне известного как Ашвидово, Bófastr в Бухвостово, Dýrbjǫrn в Дюрбенево, Einarr в Инарево, Kynríkr в Кондриково, Rødríkr в Редриково, Ragnheiðr в Рогнедино, Snæbjǫrn в Снеберке, Sveinn в Свене, Siófastr в Сучвостово, Steingrímr в Стегримово, Thorbjǫrn в Турыборово. Более распространённые скандинавские имена оставили несколько топонимов, таких как Иварр в Иворово и Иворовке, Hákon в Якуново и Якунича, Oléf в Улебово, Олебино и Олибов, Bjǫrn в Берново, Бернятино, Бемнишки, Бернаво, Берновичи. Название Велиж имеет общее происхождение с Vællinge, название старого поместья недалеко от Стокгольма в Швеции. Многие топонимы также содержат слово варяг, например Варегово, Вареж(ка), Варызки, Варяжа, Веряжино, Веряжка. Другие названия восходят к термину колбяги, такие как Колбежичи, Колбяги и Колбижицы, а также к группе буряги (Byringar) в именах Буряжи, Буреги, Буриги, Бурези, Буряки, Бурязь и др.
В ранних летописных сводах варяги отождествляются с русью и, по мнению многих учёных, со скандинавами. В Краткой Хронографической Палее, старший список которой датируется 1440 годами, варяги при перечислении народов — потомков Иафета отождествляются с галатами (древний союз кельтских племён): «Разделено же бысть племя Афетово, третьего сына Ноева, 15 языкъ: 1 галати, иже суть варязи, 2 руми, иже суть грекы, 3 армени, 4 норици, иже суть словене». В некоторых поздних литературных произведениях XV—XVI веков термин «варяги» заменяется на «немцы» как обозначение иностранцев вообще («И избраша от немець 3 браты…») или варяги мыслятся как пруссы в целях построения новой княжеской генеалогии: в «Сказании о князьях Владимирских» XVI века и в Хронографе Сергея Кубасова XVII века говорится, что римский император Август дал мнимому предку Рюрика Прусу «грады ляцкие по Висле реке, …и Варяжские грады Поморские, и преславный Гданеск, и ины многия грады по реке Немонь впадшую в море».
Немецкий дипломат Сигизмунд фон Герберштейн, будучи советником посла в Московском государстве в первой половине XVI века, одним из первых европейцев ознакомился с русскими летописями. Он стал первым, кто озвучил версию о тождественности варягов с западнославянским племенем вагров, опираясь при этом на соображения о славянской общности веры, обычаев и языка русских и вагров:

…поскольку сами они называют Варяжским морем море Балтийское… то я думал было, что вследствие близости князьями у них были шведы, датчане или пруссы. Однако с Любеком и Голштинским герцогством граничила когда-то область вандалов со знаменитым городом Вагрия, так что, как полагают, Балтийское море и получило название от этой Вагрии; так как … вандалы тогда не только отличались могуществом, но и имели общие с русскими язык, обычаи и веру, то, по моему мнению, русским естественно было призвать себе государями вагров, иначе говоря, варягов, а не уступать власть чужеземцам, отличавшимся от них и верой, и обычаями, и языком.

Автор «Киевского синопсиса» второй половины XVII века (предположительно киево-печерский архимандрит Иннокентий Гизель) вслед за западными авторами писал о балтийско-славянском происхождении варягов. Балтийско-славянская версия отразилась в Ермолаевском списке Ипатьевской летописи, созданном в начале XVIII века, где под 1304 годом в рассказе о жене польского князя Лукерье говорится, что варяжское поморье находится у Старого града за Гданьском: «бо бе рода князей сербских, с Кашуб, от помория варязского от Стараго града за Кгданском».
В. Н. Татищев также сближал термин «варяг» с именем славянского племени вагры
Английский историк Томас Шор (1840—1905) в своей книге «Происхождение англо-саксонской расы», говоря о варинах, которых их союзники англы называли варингами, пишет что в русской истории они известны под именем варягов. Того же мнения придерживаются российские историки А. Г. Кузьмин и В. В. Фомин.
Лингвист Е. А. Мельникова, филолог Т. Н. Джаксон и историк Л. С. Клейн отмечают, что отождествление «варягов» и «вагров» является примером народной этимологии, то есть не соответствует данным лингвистики, и, кроме того, противоречит указаниям археологических и письменных источников на варягов как выходцев из Скандинавии. Мнение о ненаучности этого отождествления разделяют также историки В. Я. Петрухин, Н. Ф. Котляр, И. П. Шаскольский, Е. В. Пчелов.
В российской досоветской историографии, начиная с Н. М. Карамзина, варягов чаще всего отождествляли со скандинавскими народами. Большинство современных историков также придерживается этой версии. Также существуют другие версии этнической принадлежности варягов: их рассматривают как финнов, пруссов, балтийских славян и как варягов «руського» (то есть соляного) промысла Южного Приильменья. М. Ф. Владимирский-Буданов считал, что в Русской Правде терминами варяги и колбяги «обозначаются вообще иностранцы, которым нелегко было найти послухов на чужой земле».
С. М. Соловьёв и его ученик В. О. Ключевский вслед за представителями «скептической школы» отрицали чисто этническое содержание термина «варяги» и считали, что термин был первоначально соционимом, а под варягами имелись в виду либо «все прибалтийские жители, следовательно, и славяне», либо, в основном, дружины, «сбродные шайки искателей приключений», как конкретизировал Ключевский — вооружённые купцы. Ключевский отмечал, что, в отличие от викингов и норманнов в Западной Европе — пиратов и береговых разбойников, варяги в русской истории — в первую очередь, вооружённые купцы, включавшие в себя, по свидетельству Титмара Мерзебургского, «проворных данов» (ех velocibus danis), и неких беглых рабов неизвестного происхождения, преимущественно занимающиеся торговлей по Варяжскому пути. Оседая в больших торговых городах по этому пути, варяги встречали социально родственных местных вооружённых купцов и смешивались с ними, вступая в торговое товарищество с местными или нанимаясь за хорошую плату защищать местные торговые пути и торговых людей, то есть конвоировать торговые караваны.
В патриотическом духе выдвигались версии: советского лингвиста П. Я. Черных о происхождении термина варяг от варить (в значении
охранник); российского историка Г. И. Анохина, согласно которому варяги-русь — солевары из Русы (Старой Руссы). Эти гипотезы не были приняты наукой.
Некоторые историки считают рассказ о призвании варягов заимствованием, указывая, в частности, на похожий сюжет в летописи Видукинда Корвейского, в которой идёт речь о призвании саксов бриттами.
По мнению Е. А. Мельниковой и В. Я. Петрухина, становлению княжеской династии предшествовал длительный процесс развития социально-экономических отношений у славян и финно-угров, в котором скандинавские дружины стали не более чем катализатором в связи с их участием в создании торгового маршрута из Скандинавии в Восточную Европу. Призвание Рюрика на княжение рассматривается учёными как фольклорное отражение договорных отношений (др.-рус. рядъ) между племенной знатью восточных славян и финно-угров с одной стороны и варяжской дружиной во главе с князем — с другой стороны.
Мельникова отмечает, что в русских летописях и памятниках права слово «варяги» является единственным собирательным обозначением скандинавских народов, даже если оно не включено собственно в этнонимические ряды (списки народов, состав войска). При этом нет различия между варягами за морем и варягами на Руси, то есть слово «варяг» выступает исключительно как этноним, а не как название некой профессиональной группы (как часто утверждают сторонники антинорманизма). Контексты летописей не показывают какое-либо изменение значения слова на протяжении X—XII веков, что свидетельствует об изначальной однозначности его содержания. Однако позднее этого времени возникает большое число производных значений, некоторые из которых (любой заморский житель, любой торговец) были приняты сторонниками антинорманизма за первичные значения. Это противоречит источникам, поскольку ранние письменные источники знают это слово лишь в значении скандинавов.

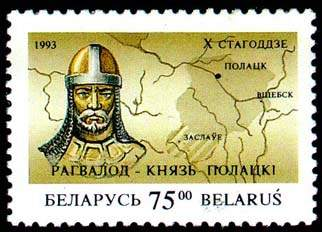
Рогволод. Почтовая марка Республики Беларусь, 1993

По мнению В. В. Мурашёвой, несмотря на значительное присутствие выходцев из Скандинавии среди населения Восточной Европы, скандинавское происхождение правящей династии, дружины и названия государства, скандинавы славянизировались в течение небольшого времени, а ранняя русская история была вполне самостоятельной. Отдельные части Восточно-Европейской равнины осваивались различными этническими группами (славянами, балтами, финно-уграми, норманнами), не разделёнными между собой границами. Процесс этот происходил в основном мирно. В восточнославянском самосознании, в отличие от западноевропейского, не сложился враждебный образ викинга, варяга.
А. Л. Никитин считает, что о упоминание варягах и колбягах в 10-й и 11-й статьях Русской Правды первой половины XI века поздней вставкой редактора, так как в составленной позднее в 1072 году Правде Ярославичей колбяги и варяги не упоминаются.
Шестилетнее международное исследование ДНК костных останков более 440 викингов определило, что не все они генетически являются коренными скандинавами, и понятие «викинг» скорее нужно понимать как обозначение рода занятий или культурную идентичность. Многие викинги обладали большой долей нескандинавского происхождения. Наряду с генами, распространёнными в Скандинавии встречаются и такие, которые имелись у шотландцев, ирландцев и саамов.
Историк Ф. Дональд Логан писал:

Споры о природе русов и происхождении Русского государства мешают изучению викингов, и даже самой русской истории, уже более века. Исторически достоверно, что русы были шведами. Доказательства бесспорны, и то, что споры все ещё продолжаются на некоторых уровнях историографии, является явным свидетельством удерживающей силы принятых представлений. Споры по этому вопросу — бесполезные, ожесточенные, тенденциозные, доктринёрские — послужили затемнению серьезной и реальной исторической проблемы, которая остаётся неразрешённой: ассимиляция этих викингов-русов славянским населением, среди которого они жили. Главный исторический вопрос состоит не в том, были ли русы скандинавами или славянами, а в том, насколько быстро эти скандинавские русы влились в славянскую жизнь и культуру… в 839 году русы были шведами; в 1043 году русы были славянами.
По мнению историка А. А. Горского, влияние норманнов выразилось исключительно в объединении государственных образований Севера и Юга Восточной Европы, которые в обратном случае могли бы существовать раздельно и далее. Вместе с тем, это ускорило и ассимиляцию пришлой, скандинавской части элитного слоя.
По мнению историка и археолога Л. С. Клейна, «норманская теория», «норманизм» никогда не существовал как научная концепция, тогда как антинорманизм существует, но представляет собой, прежде всего, идеологическую платформу, основанную на комплексе неполноценности. Антинорманизм характерен именно для России. Хотя норманны в Средние века захватили значительные территории в Англии, Франции, совершали набеги на Германию, Испанию и Византию, однако ни французы, ни англичане не отрицают этих фактов. Борьба антинорманизма с «норманизмом» — это не критика некой теории, а спор о фактах.
В новейшее время в контексте цивилизационного подхода в истории и теорий этнокультурных взаимодействий противостояние «норманистов» и «антинорманистов» в значительной мере утратило научный смысл. Становление государственности рассматривается как длительный процесс углубления стратификации общества, завершающийся политогенезом под воздействием комплекса различных факторов.

Некоторые скандинавские украшения с территории Киевской Руси, X век
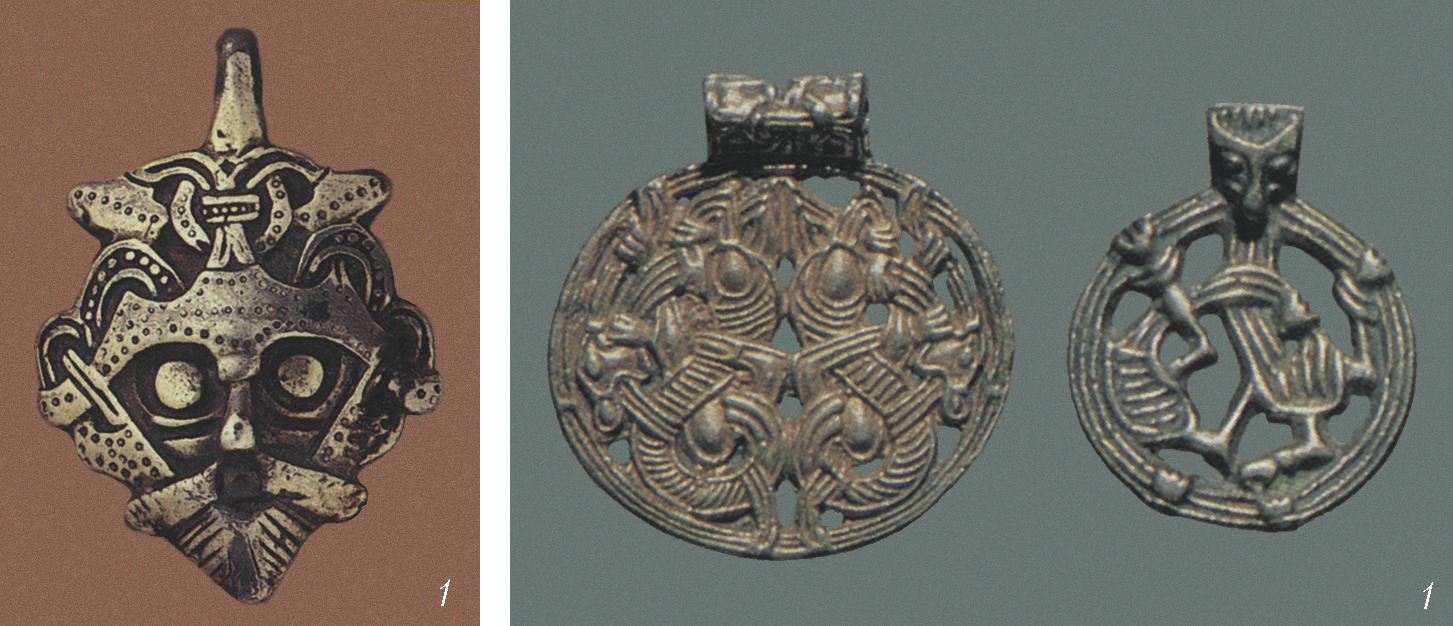
Подвески, Гнёздово
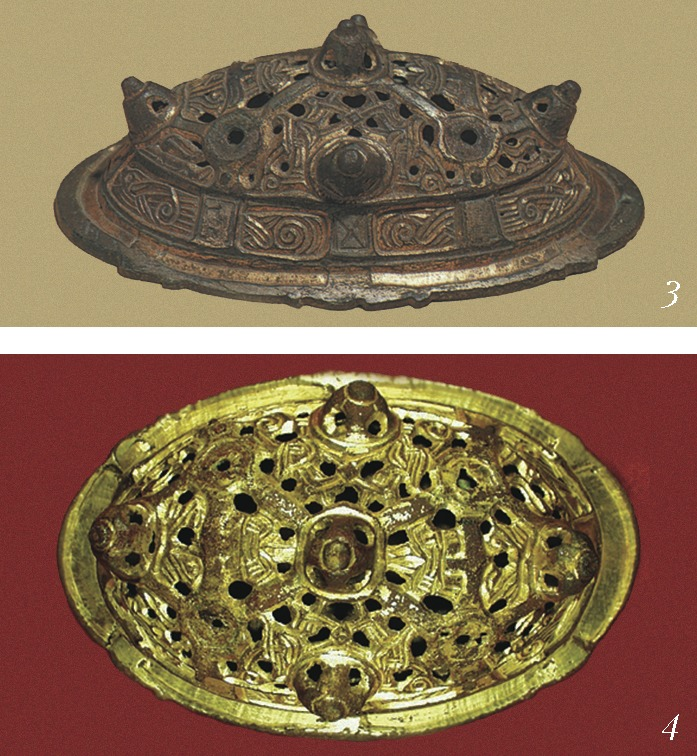
Фибулы, Приладожье и Гнёздово
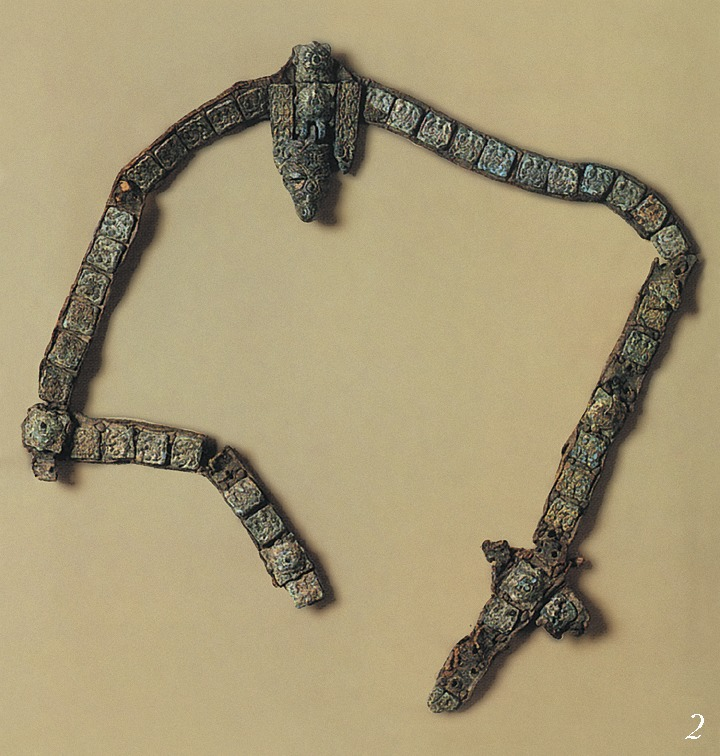
Парадная уздечка, Гнёздово
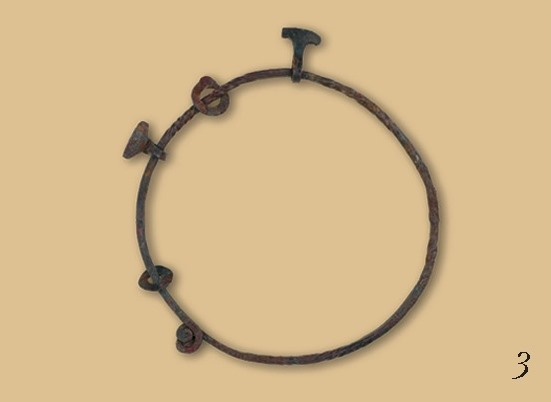
Гривна с подвесками в виде молоточков Тора, Гнёздово

## Язык

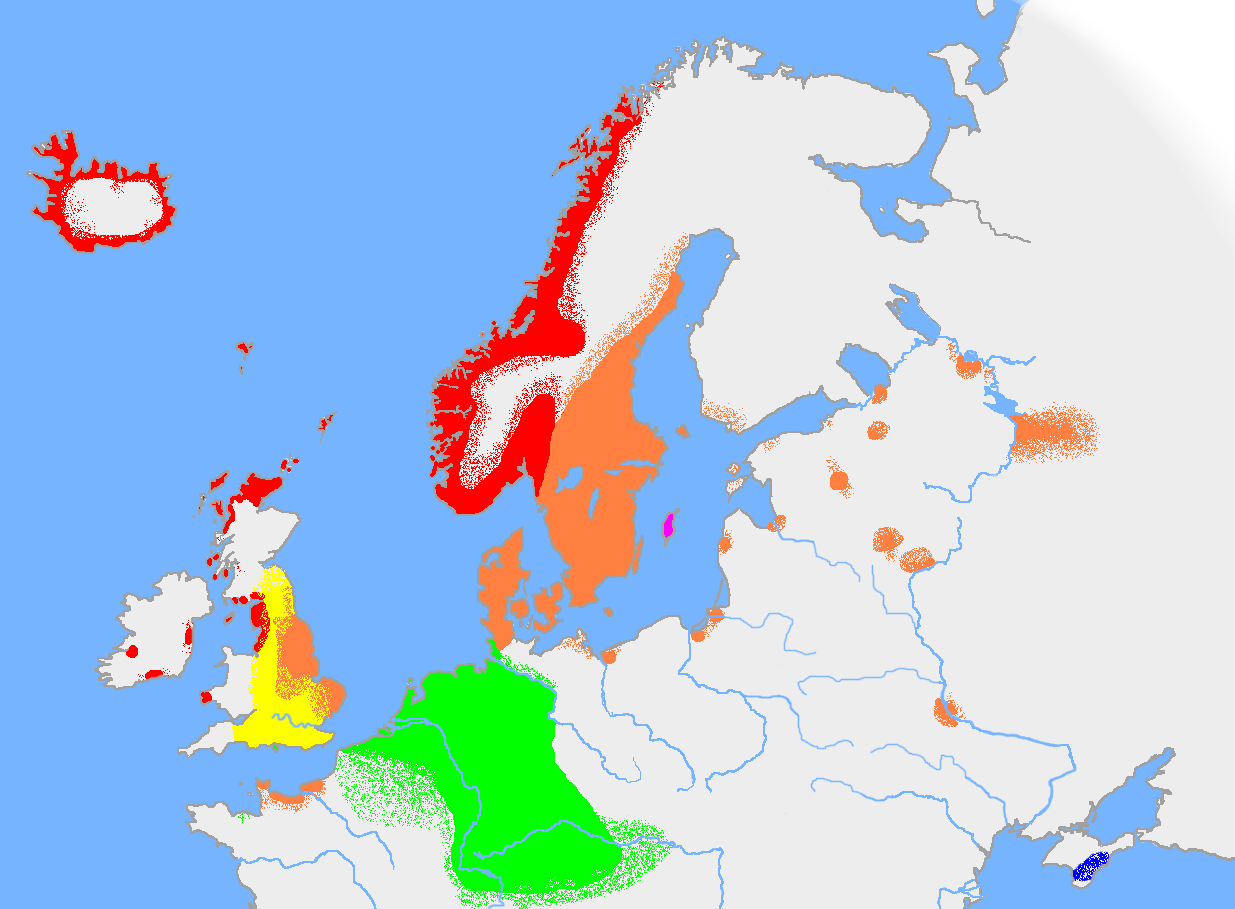
Примерный ареал распространения древнескандинавского языка и родственных ему языков в X веке:
— западный древнескандинавский
— восточный древнескандинавский
— континентальные западногерманские языки
— древнеанглийский язык
— крымско-готский диалект

Лингвист Е. А. Мельникова писала, что в договоре Руси с Византией 911 года из 15 имён руси («от рода рускаго»), два являются финскими, остальные имеют скандинавское происхождение (древнескандинавский вариант приведён в скобках): Карлы (Karli), Инегелдъ (Ingjaldr), Фарлофъ (Farulfr), Веремудъ (Vermu(n)dr), Рулавъ (Rollabʀ), Гуды (Góði), Руалдъ (Hróaldr), Карнъ (Karn), Фрелавъ (Friðláfr), Рюаръ (Hróarr), Актеву (фин.), Труанъ (Þrándr), Лидуль (фин.), Фостъ (Fastr), Стемиръ (Steinviðr).
По мнению лингвиста А. В. Циммерлинга, в договорах Руси с Византией имена варягов в списке послов и примкнувших к ним лиц указывают на достаточно поздние фонетические процессы, большинство из которых отражают восточно-скандинавские диалектные черты.
Согласно лингвисту С. Л. Николаеву, большая часть летописных варяжских имён (в том числе в текстах договоров с греками) отражает фонетику самостоятельного северогерманского (скандинавского) диалекта (названного учёным континентальным северогерманским языком), отдельного от древнескандинавского языка, но близкого к нему. Эта фонетика заметно отличается от фонетики древнедатского, древнешведского и древнесеверного (древненорвежского и древнеисландского) языков, но в целом восходит к прасеверогерманской и отражает северогерманские инновации. Она имеет архаические черты, свидетельствующие о более раннем отделении диалекта от древнесеверогерманского (древнескандинавского) языка, чем разделение остальных северогерманских языков на восточную (шведско-датскую) и западную (норвежско-исландскую) и гутническую группы. По Николаеву, на континентальном северогерманском диалекте в конце 1-го тысячелетия говорили скандинавы, осевшие в Новгородской земле, в основном составлявшие до XIII века варяжскую часть дружины русских князей. Им также, возможно, пользовались скандинавы, осевшие в Смоленской земле (в Гнёздово северогерманское население непрерывно существовало с Х по XII века, его жители постепенно славянизировались в среде смоленских кривичей) и скандинавы древнего Пскова, откуда происходит варяжка княгиня Ольга, имя которой также анализируется как континентальное северогерманское. Предполагается, что континентальный северогерманский диалект сформировался на территории будущей Руси в «гардах» (в «варяжских слободах»), заселённых выходцами из Скандинавии в VIII—IX веках. Наряду с именами, отражающими фонетику континентального северогерманского диалекта, в летописях представлены имена с фонетикой восточно- или западноскандинавской групп. Как правило, такие имена фонетически являются восточношведскими и древнесеверными. Так, судя по узкому рефлексу северогерманского праязыка *œ̄, древнешведскую форму Rȳrik это имя имело в среднешведских (уппландских) диалектах.

## На Руси

### Варяги-русь

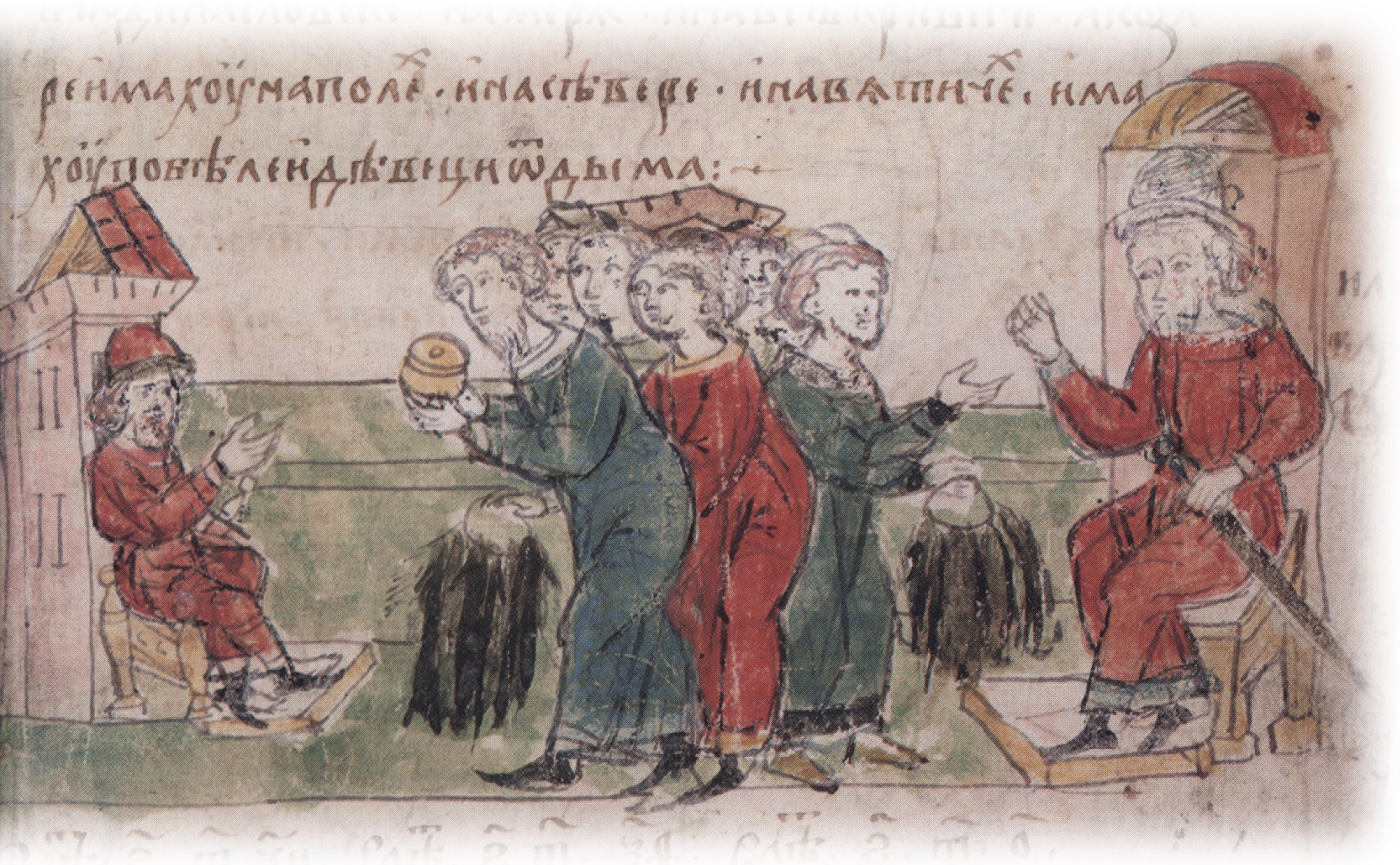
Плата дани словенами, кривичами, чудью и мерей варягам, полянами, северянами и вятичами — хазарам (859). Миниатюра из Радзивилловской летописи, конец XV века

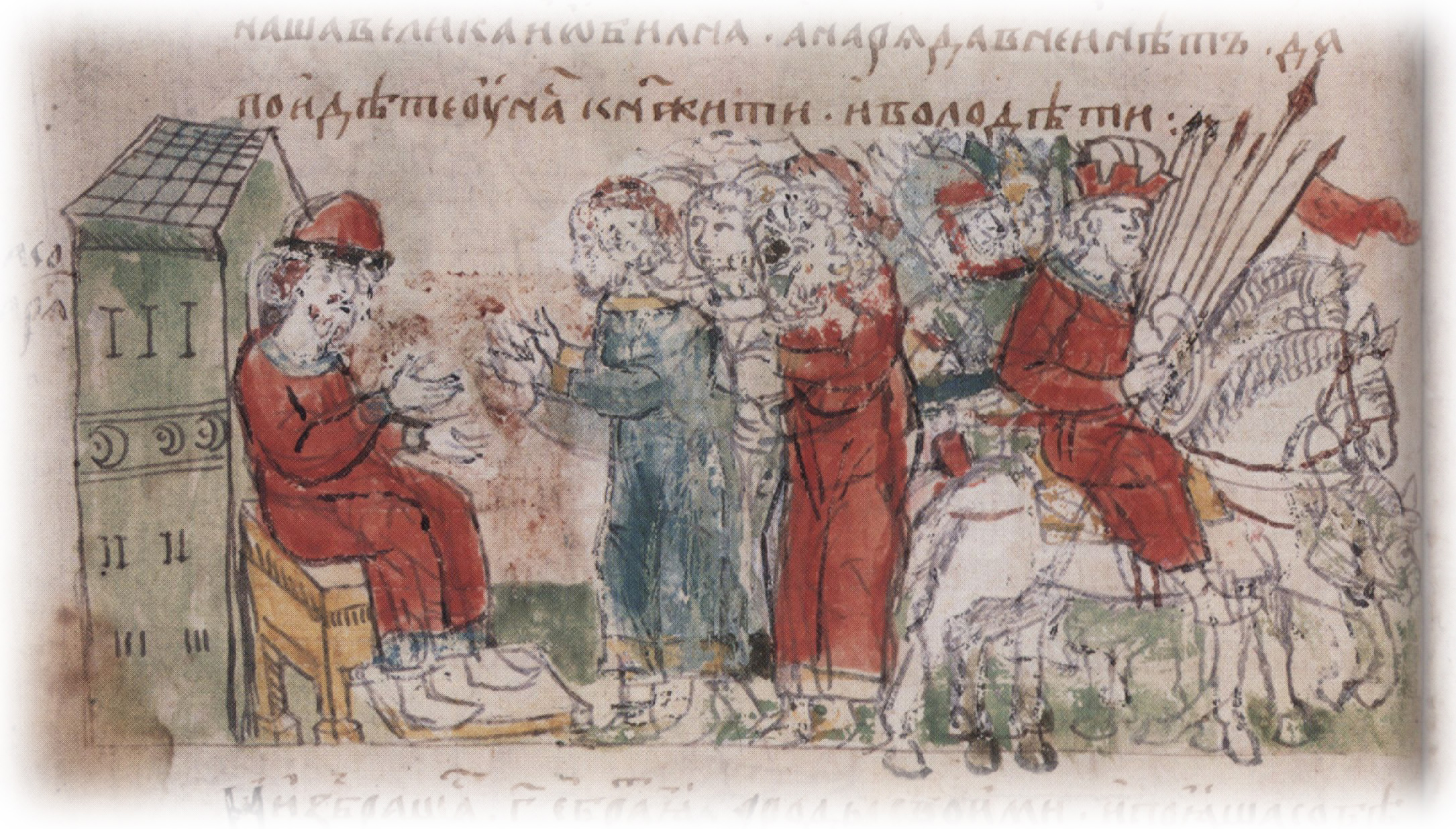
Призвание варягов славянскими и финскими племенами; переселение трёх братьев-варягов со своими родами в славянские и финские земли (862). Миниатюра из Радзивилловской летописи, конец XV века

В синхронных документах X века (русско-византийские договоры и византийские документы) название «варяги» не используется, поэтому упоминания этого термина в источниках XI века применительно к более раннему времени могут носить ретроспективный характер. Термин появляется в русских письменных источниках XI века — в летописях и в Русской Правде. Предположительно, термин варяги применительно к скандинавам в целом заменил термин русь; тогда как последний, ранее также обозначавший скандинавов в целом, был перенесён на тех скандинавов, которые осели на территории Восточной Европы; затем их наименование было присвоено государству (земле), получившему название Русь. В наиболее ранней из дошедших до нас древнерусских летописей, «Повести временных лет», варяги в числе других народов связываются с возникновением государства Русь, названного так по имени варяжского племени русь. Согласно летописи, Рюрик во главе руси пришёл в новгородские земли по призыву союза славяно-финских племён, чтобы положить конец внутренним раздорам и междоусобицам. Летописный свод начал создаваться во второй половине XI века, но уже тогда наблюдается противоречивость сведений о варягах.
Во вступительной части «Повести временных лет» летописец даёт перечень известных ему народов по происхождению от библейских патриархов:

В Иафетовой же части обитает русь, чудь и всякие народы: меря, мурома, весь, мордва, заволочьская чудь, пермь, печера, ямь, угра, литва, зимигола, корсь, летгола, ливы. Поляки же и пруссы, и чудь сидят близ моря Варяжского. По этому же морю сидят варяги: отсюда к востоку — до пределов Симовых, сидят по тому же морю и к западу — до земли Английской и Волошской. Потомство Иафета также: варяги, шведы, норманны, готы, русь, англы, галичане, волохи, римляне, немцы, корлязи, венецианцы, фряги и прочие.
Оригинальный текст (древнерусск.)Въ Афетови же части сѣдить русь, чюдь и вси языцѣ: меря, мурома, всь, мордва, заволочьская чюдь, пермь, печера, ямь, югра, литва, зимигола, корсь, лѣтьгола, либь. Ляховѣ же, и пруси и чюдь присѣдять к морю Вяряскому. По сему же морю сѣдять варязи сѣмо къ вьстоку до предѣла Симова, по тому же морю сѣдять къ западу до земли Агаряньски и до Волошьскые. Афетово же колѣно и то: варязи, свеи, урмане, готѣ, русь, аглянѣ, галичанѣ, волохове, римлянѣ, нѣмци, корлязи, венедици, фряговѣ и прочии.

Когда, согласно летописной версии, союз славянских и финно-угорских племён решил пригласить себе князя, его стали искать у варягов:

В год 6370 [862 по современному летоисчислению]… Пошли за море к варягам, к руси. Те варяги назывались русью, как другие называются шведы, а иные — норманны и англы, а еще иные готы — вот так и эти. Сказали руси чудь, славяне, кривичи и весь: «Земля наша велика и обильна, а порядка в ней нет. Приходите княжить и владеть нами». И избрались трое братьев со своими родами, и взяли с собой всю русь, и пришли прежде всего к славянам. И поставили город Ладогу. И сел старший, Рюрик, в Ладоге, а другой — Синеус, — на Белом озере, а третий, Трувор, — в Изборске. И от тех варягов прозвалась Русская земля.
Оригинальный текст (древнерусск.)В лѣто 6370… Идоша за море к варягом, к руси. Сице бо звахуть ты варягы русь, яко се друзии зовутся свее, друзии же урмани, аньгляне, инѣи и готе, тако и си. Ркоша руси чюдь, словенѣ, кривичи и вся: «Земля наша велика и обилна, а наряда въ ней нѣтъ. Да поидете княжить и володѣть нами». И изъбрашася трие брата с роды своими, и пояша по собѣ всю русь, и придоша къ словѣномъ пѣрвѣе. И срубиша город Ладогу. И сѣде старѣйший в Ладозѣ Рюрикъ, а другий, Синеусъ на Бѣлѣ озерѣ, а третѣй Труворъ въ Изборьсцѣ. И от тѣхъ варягъ прозвася Руская земля.

Согласно БРЭ, «Нет оснований не доверять этому преданию, но летописная хронология событий (изгнание варягов, призвание Рюрика, вокняжение в Киеве Аскольда и Дира в 852, смерть Рюрика в 879, захват Киева Олегом в 882) явно условна».

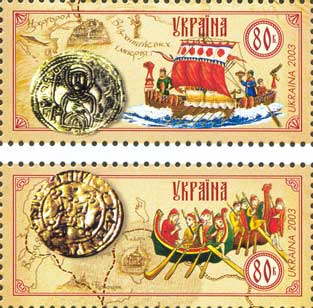
«Совместный выпуск Украины и Эстонии: сцепка „Путь из варяг в греки“ (2 марки): славяне на боевой ладье; высадка скандинавских моряков», 2003

В Новгородской первой летописи, предположительно отразившей предшествующий «Повести временных лет» «Начальный свод» конца XI века, данный рассказ изложен в более кратком варианте: «Идоша за море к Варягомъ и ркоша: „земля наша велика и обилна, а наряда у нас нѣту; да поидѣте к намъ княжить и владѣть нами“…». Однако дальше эта летопись также сообщает о связи с варягами названия руси: «И от тѣх Варягъ, находникъ тѣхъ, прозвашася Русь, и от тѣх словет Руская земля; и суть новгородстии людие до днешняго дни от рода варяжьска».
Источником летописного рассказа о призвании варягов во главе с Рюриком считается династическая этиологическая легенда русских князей, согласно которой Рюрик был прародителем княжеского рода, что отражено в древнерусском княжеском именослове, в котором имя Рюрик начинает использоваться с 1060-х годов. Династическая легенда закрепилось в древнейшем русском летописании и древнерусском политическом сознании. В летописании и политической литературе XVI века («Сказание о князьях Владимирских») образ Рюрика был переосмыслен, под влиянием польской историографии князь был представлен потомком римского императора Августа и выходцем из Пруссии, а сказание о нём было объединено с новгородским нарративом о первом новгородском посаднике Гостомысле.
Слово «варяги» возникло на Руси предположительно в конце IX — начале X века в скандинавской среде в связи с необходимостью отличать вновь прибывавшие на службу русским князьям военные отряды скандинавов от руси — первоначально представителей военной знати (Свенельд, Асмунд и др.) и членов древнерусской княжеской династии Рюриковичей, также имевших скандинавское происхождение. Таким образом, ранее конца IX века варяги именовались русью. Летописи применяют термин «варяги» к IX веку ретроспективно. Термин «русь», означавший представителей первой волны выходцев из Скандинавии, закрепился за социальной элитой государства, а позже перешёл на всех его жителей.

### На русской службе
Согласно «Повести временных лет», впервые к помощи заморских варягов в качестве наёмников обратился князь Игорь, который после неудачного похода на Византию в 941 году снова начал собирать большое войско и послал за варягами за море («Игорь же, пришедъ, и нача съвокупляти вои многы, и посла по варягы за море, вабя и́ на грѣкы, паки хотя поити на ня»). В «Повести временных лет» в описании похода Игоря 944 года русь и варяги впервые названы отдельно («Игорь совокупи воя многы — варягы, и русь, и поляны, и словѣны, и кривичи, и тиверцы, и печенѣгы ная и тали в нихъ поемъ, поиде на грѣкы в лодьяхъ и на конехъ, хотя мьстити себе»). Начиная с Владимира Святославича русские князья активно нанимали заморских варягов для борьбы за власть. У Владимира служил будущий норвежский конунг Олав Трюггвасон. Один из самых ранних источников по его жизни, «Обзор саг о норвежских конунгах» (около 1190 года), сообщает о составе его дружины на Руси: «его отряд пополняли норманны, гауты и даны». С помощью варяжской дружины новгородский князь Владимир захватил престол в Киеве в 979 году, после чего в 980 году постарался избавиться от них:

После всего этого сказали варяги Владимиру: «Это наш город, мы его захватили, — хотим взять выкуп с горожан по две гривны с человека». И сказал им Владимир: «Подождите с месяц, пока соберут вам куны». И ждали они месяц, и не дал им Владимир выкупа, и сказали варяги: «Обманул нас, так отпусти в Греческую землю». Он же ответил им: «Идите». И выбрал из них мужей добрых, умных и храбрых и роздал им города; остальные же отправились в Царьград к грекам. Владимир же еще прежде них отправил послов к царю с такими словами: «Вот идут к тебе варяги, не вздумай держать их в столице, иначе натворят тебе такое же зло в городе, как и здесь, но рассели их по разным местам, а сюда не пускай ни единого».
Оригинальный текст (древнерусск.)Посемъ рѣша варязи Володимеру: «Се град нашь, и мы прияхом ̀и, да хощем имати откупъ на них по 2 гривнѣ от человѣка». И рече имъ Володимиръ: «Пожьдете, даже вы куны сберут за мѣсяць». И жьдаша за мѣсяць, и не дасть имъ. И рѣша варязи: «Съльстилъ еси нами, да покажи ны путь въ грѣкы». Онъ же рече: «Идете». Изъбра от нихъ мужа добры и смыслены и храбъры и раздая имъ грады; прочии же идоша Цесарюграду. И посла пред ними слы, глаголя сице цесареви: «Се идуть к тебѣ варязи, не мози ихъ дѣржати в городѣ, или то створят ти въ градѣ, яко здѣ, но расточи я раздно, а семо не пущай ни единого».

При князе Владимире появились свидетельства о крупном контингенте русов (около 6 тысяч) в византийском войске. Восточные источники подтверждают отправку Владимиром воинов на помощь греческому императору, называя их русами. Хотя неизвестно, относятся ли эти «русы» к варягам Владимира, историки предполагают, что от них в Византии вскоре произошло название варанги (Βάραγγοι), обозначавшее представителей отборного воинского подразделения, состоящего из различных этносов.
Варяги активно привлекались Ярославом Мудрым, в междоусобной войне с князем Святополком. Сага «Прядь об Эймунде» сохранила условия наёма варягов в войско Ярослава. Предводитель отряда в 600 воинов Эймунд выдвинул такие требования за год службы:

Ты должен дать нам дом и всей нашей дружине, и сделать так, чтобы у нас не было недостатка ни в каких ваших лучших припасах, какие нам нужны […] Ты должен платить каждому нашему воину эйрир серебра […] Мы будем брать это бобрами и соболями и другими вещами, которые легко добыть в вашей стране […] И если будет какая-нибудь военная добыча, вы нам выплатите эти деньги, а если мы будем сидеть спокойно, то наша доля станет меньше.

Последнее упоминание о варягах-наёмниках в составе русского войска помещено под 1036 годом, когда они участвовали в сражении под стенами Киева с печенегами.
Как наёмная военная сила варяги составляли дружины древнерусских князей, в военных походах X — первой половины XI века — отборную часть княжеского войска. В этом качестве они сыграли важную роль в консолидации Древнерусского государства, в подчинении ему новых территорий, выполняли административную и иные функции. В X — первой половине XI века часть варягов влилась в слой дружинной (военной) знати и осела на Руси. О постепенной ассимиляции варягов в славянской среде с середины X века свидетельствует и археологический материал.
С середины XI века в южнорусских летописях слово «варяги» вышло из употребления, в новгородском летописании после 1130 года оно постепенно вытеснялось названиями конкретных народов Скандинавии (свеи, урмане, донь, готе). Последний раз слово «варяги» встречается в летописях под 1204 в рассказе о захвате крестоносцами Константинополя.

### Варяги и немцы
В договоре Новгорода с Готским берегом и немецкими городами конца XII века новгородцев с ганзейской торговой лигой варяги выступают как выходящее из употребления общее наименование «немцев» и жителей Готланда. Новгородская первая летопись старшего и младшего изводов отмечает в 1201 году заключение новгородцами мира с варягами, завершившего крупный конфликт на Готланде, возникший несколькими годами ранее и связанный видимо с торговыми интересами: «А Варягы пустиша без мира за море. Того же лѣта срубиша в Русѣ город. А на осень приидоша Варязи горою на миръ. и да имъ миръ на всеи воли своеи».
В русских источниках слово «варяжская» по отношению к церквям означало фактически «католическая».
В ряде поздних летописей слово «варяги» в могло заменяться словом «немцы» как обозначение иностранцев вообще, так в сказании о призвании варягов: «И избраша от немець 3 браты…». Царь Иван Грозный писал шведскому королю: «В прежних хрониках и летописцех писано, что с великим государем самодержцем Георгием-Ярославом на многих битвах бывали варяги: а варяги — немцы». Английский посол Джайлс Флетчер считал, что русские и царь Иван Грозный в XVI веке считали свою династию по происхождению германской, но потому, что считали германцами и балтийских славян, и венгров.

### Производные значения

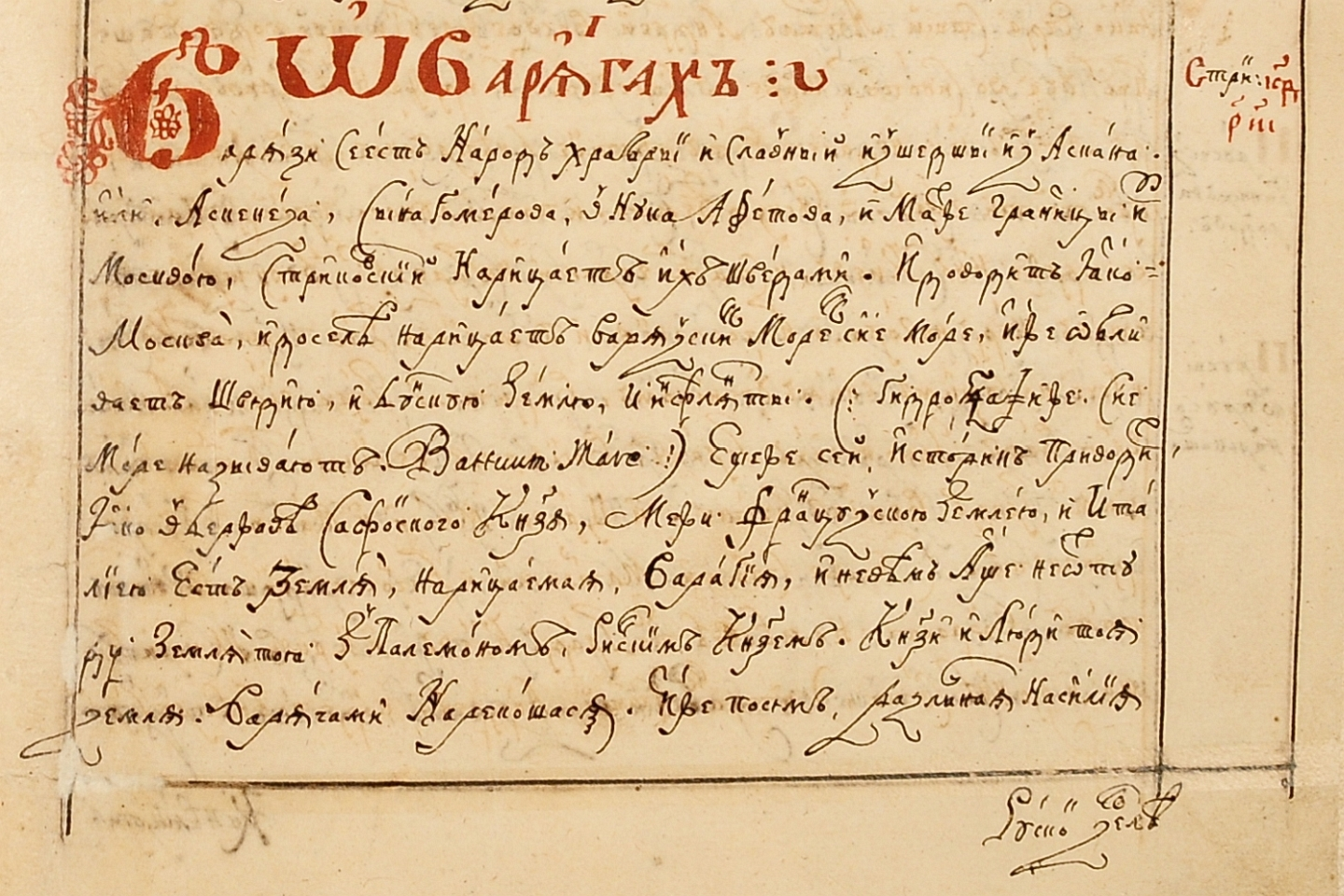
Поздняя Густынская летопись начала XVII века о варягах

В древнерусском, русском, украинском и белорусском языках и их диалектах известно значительное количество производных значений и форм слова «варяг», в том числе антропонимов, топонимов и микротопонимов.
Самые ранние производные — Варяжьское море (Балтийское), Варяжьскыи остров на Днепре, Варяжьская улица в Новгороде, имя Варяжько — встречаются уже в ранних русских летописях. В архангельском говоре варя́жа — «заморский житель; заморье»; диалектное варя́г — «розничный торговец, коробейник»; варя́га, варя́жа — «корзинщик, коробейник»; владим., также «пройдоха, босяк, прощелыга»; варя́ги  — жители куста деревень Майнема Плесецкого района Архангельской области; в районе реки Волхов варя́ж, варяжки — «проворные, ловкие, острые», в Карелии варя́ж — «неопрятный человек»; терск. и укр. диал. варя́г — «борец, сильный, крепкий, рослый человек».
ср.-греч. βάραγγος отразилось в местных названиях рум. Bărángĭ.

## В Византии
В византийских источниках варяги под собственным именем появляются в XI веке, иногда совместно с русами. Начиная с IX века в греческих хрониках упоминаются фарганы (φαργανοι), как стражники императора: в «Псамафийской хронике», документе первой половины X века, и в «О церемониях» Константина Багрянородного.
С конца X века византийская императорская гвардия укомплектовывалась скандинавами, часто попадавшими туда через Восточную Европу и ранее служившими на Руси. Около 978 года князь Владимир Святославич отослал неугодный ему отряд варягов в Византию. Императорские телохранители-скандинавы получили наименование «варанги», произошедшее, предположительно, от древрерусского «варягъ». В XI веке проводилось различие между «дворцовыми» (гвардия), и «внешними» варангами, составлявшими отдельный корпус византийского войска. Уже во второй половине XI века этнический состав корпуса утратил однородность.

### Наёмники

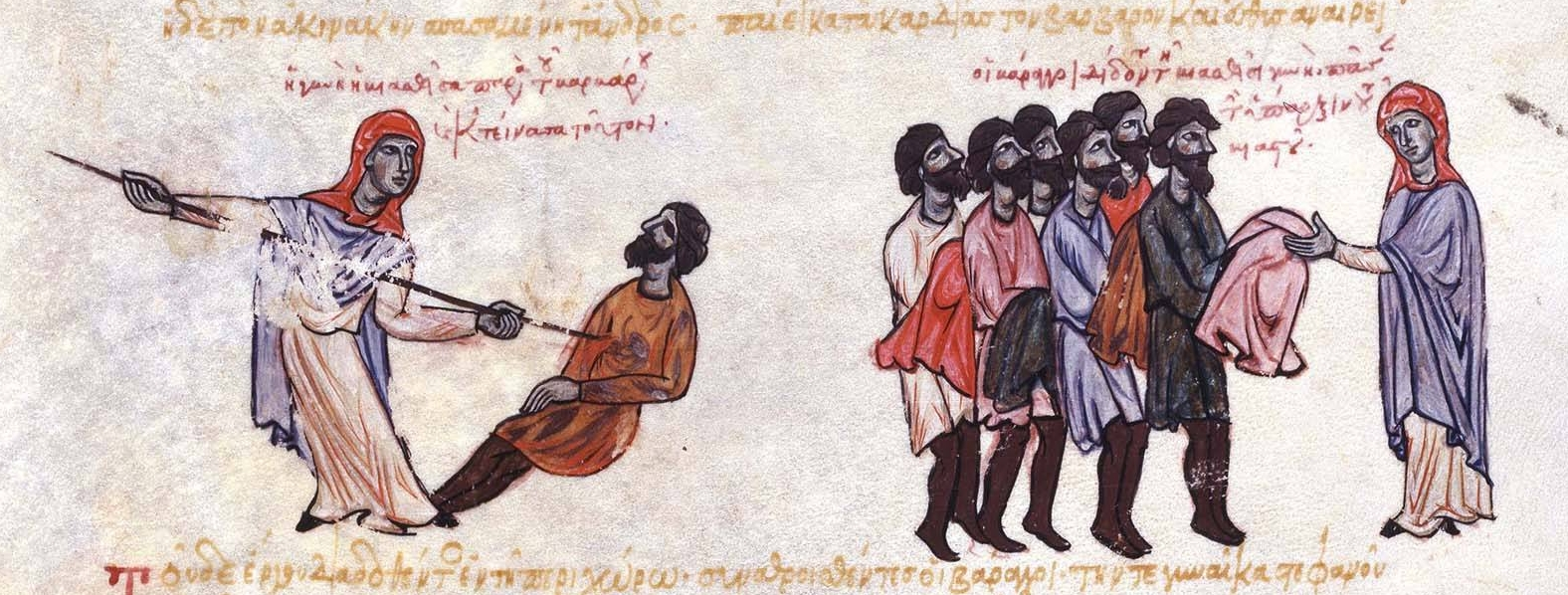
Иллюстрация из хроники Иоанна Скилицы. Женщина, убивающая варяга (в тексте хроники она использовала для этого меч)

Впервые варяги («варанги») на византийской службе отмечены в хронике Иоанна Скилицы в 1034 году в Малой Азии (фема Фракезон), где они размещались на зимних квартирах. Когда один из варягов попытался силой овладеть местной женщиной, та в ответ заколола насильника его собственным мечом. Восхищённые варяги отдали женщине имущество убитого, а его тело выбросили, отказав в погребении.
В 1038 году варяги участвуют в боях с арабами на Сицилии, в 1047 году действуют в южной Италии, в 1055 году они совместно с русами обороняют итальянский город Отранто от норманнов.
Около 1050 года византийский император послал в Грузию отряд в 3 тысячи варягов (варангов) на помощь союзнику Византии в его междоусобной войне.
Как свидетельствует Кекавмен, в первой половине XI века наёмники-варяги не пользовались особой благосклонностью императоров:

Никто другой из этих блаженных государей не возводил Франка или Варяга [Βαραγγον] в достоинство патриция, не делал его ипатом, не поручал ему наблюдения за войском, а разве только едва кого производил в спафарии. Все они служили за хлеб и одежду.

Кекавмен в рассказе о знаменитом последнем викинге и будущем норвежском короле Харальде Суровом, служившем в варягах в 1030-е годы, назвал того сыном царя Варангии. Таким образом, византийцы в XI веке считали варягов норманнами или норвежцами. Византийский историк XI века Михаил Пселл также говорил о варангах как о лицах, принадлежащих к племени, хотя без уточнения этнографической принадлежности или географической локализации. Современник Кекавмена и Пселла, хронист Иоанн Скилица, вообще идентифицировал варягов как кельтов: «варанги, по происхождению кельты, служащие по найму у греков».
Об этническом понимании византийцами слова «варяги» свидетельствуют жалованные грамоты (хрисовулы) из архива Лавры святого Афанасия на Афоне. Грамоты императоров освобождают Лавру от воинского постоя, в них перечисляются контингенты наёмников на византийской службе. В хрисовуле № 33 от 1060 года (от императора Константина X Дуки) указаны варяги, русы, сарацины, франки. В хрисовуле № 44 от 1082 года (от императора Алексея I Комнина) список меняется — русы, варяги, кулпинги, инглины, немцы. В хрисовуле № 48 от 1086 года (от императора Алексея I Комнина) список значительно расширяется — русы, варяги, кулпинги, инглины, франки, немцы, болгары и сарацины. В старых изданиях хрисовулов соседние этнонимы «русы» и «варяги» не были разделены запятой (погрешность копирования документов), в результате чего термин ошибочно переводился как «русские варяги». Ошибка устранена после появления фотокопий оригинальных документов.

### Гвардия императоров

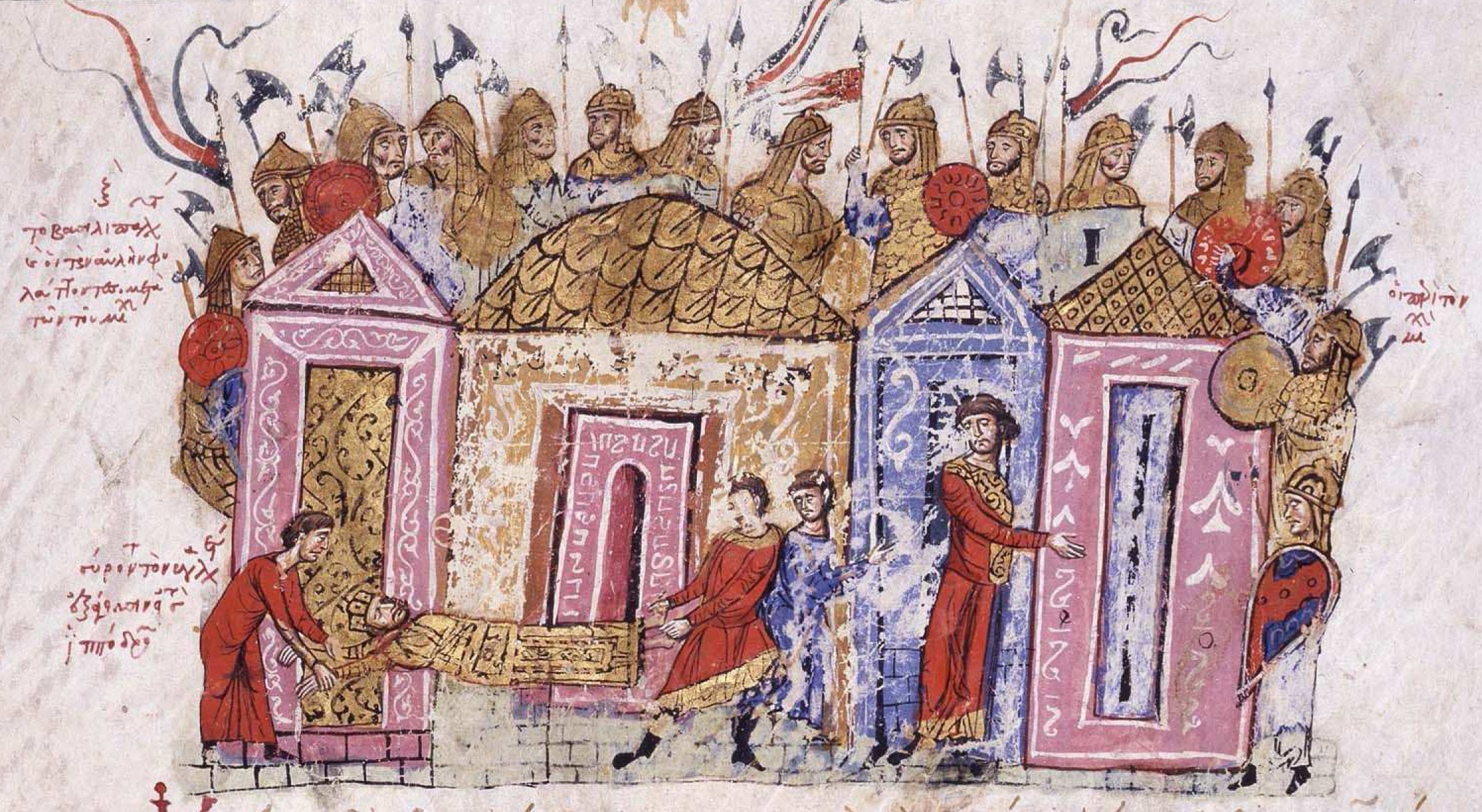
Варяги в Византии. Иллюстрация из хроники Иоанна Скилицы

В византийских источниках XII—XIII века наёмный корпус варягов часто именуется секироносной гвардией императоров (Τάγμα των Βαραγγίων). К этому времени сменился его этнический состав. Благодаря хрисовулам стало возможным установить, что приток в Византию англичан (инглинов) начался видимо после 1066 года, то есть после завоевания Англии нормандским герцогом Вильгельмом. Вскоре выходцы из Англии стали преобладать в варяжском корпусе.
Сицилийский хронист нормандского происхождения XI века Гоффредо Малатерра по поводу битвы 1082 года заметил: «англяне, которых называют варангами». Византийский писатель XV века Георгий Кодин при описании придворной трапезы сообщает: «варанги восклицают императору многая лета на своём отечественном языке, то есть по-английски». Из последнего свидетельства следует, что варяги приобрели привилегированное положение в византийском войске. Возможно авторы сделали обобщение, назвав язык варягов английским. Так, Саксон Грамматик при описании визита датского короля Эрика в Константинополь в 1103 году отметил встречу короля с соотечественниками, которые служили личными телохранителями византийского императора.
Чужеземцы и раньше использовались в качестве дворцовой стражи, но только варяги приобрели статус постоянной личной гвардии византийских императоров. Начальник варяжской гвардии именовался аколуфом, что означает «сопровождающий». В сочинении XIV века Псевдо-Кодина даётся определение: «Аколуф является ответственным за варангов; сопровождает василевса во главе их, поэтому и зовётся аколуфом».
Анна Комнина, дочь императора, высоко оценивает варягов, рассказывая о событиях 1081 года:
«Что же до варягов, носящих мечи на плечах, то они рассматривают свою верность императорам и службу по их охране как наследственный долг, как жребий, переходящий от отца к сыну; поэтому они сохраняют верность императору и не будут даже слушать о предательстве». Анна характеризует варягов как отважных варваров, носящих обоюдоострые мечи на правом плече и имеющих большие щиты. В 1081 году весь отряд варягов под началом Намбита был истреблён в сражении с итальянскими нормандцами Роберта Гвискара.
В саге о Хаконе Широкоплечем из цикла «Круг Земной» повествуется о битве в 1122 году византийского императора Иоанна II Комнина с печенегами в Болгарии. Тогда «цвет войска», отборный отряд верингов в 450 человек под началом Торира Хельсинга первым ворвался в лагерь кочевников, окружённый повозками с бойницами, что позволило византийцам одержать победу.
В последний раз варяжская гвардия проявила себя в 1204 году, обороняя Константинополь от рыцарей-крестоносцев. Никита Хониат, свидетель этих событий, так писал про варягов-секироносцев после того, как рыцари ворвались в город:

Ласкарис начал неотступно увещевать и поощрять собравшийся сюда народ к сопротивлению неприятелям. Равным образом он возбуждал идти на предстоявшую битву и секироносцев с их бранными железными оружиями на плечах, говоря, что им также надобно не менее римлян страшиться бедствий, если управление римскою империею перейдёт к чужеземцам, потому что они не будут уже тогда получать такой богатой платы за службу и не удержат почтенного звания охранной царской стражи, но будут зачислены в неприятельское войско даром наряду со всеми. Однако, несмотря на все его усилия никто из народа не отозвался на его голос и даже секироносцы обещали содействие только за деньги, бесчестно и воровски считая крайнюю опасность положения удобнейшим временем торговаться.

После падения Константинополя известия о варягах-воинах в Византии отсутствуют, однако этноним «варяг» постепенно превращается в патроним, составную часть личного имени. В документах XIII—XIV веков отмечены греки видимо скандинавского происхождения с именами Варанг, Варангопул, Варяг, Варанкат, из которых один был владельцем бань, другой врачом, третий церковным адвокатом (экдиком). Таким образом, воинское ремесло не стало наследственным делом у потомков варягов, осевших на греческой земле.

## В Скандинавии
Слово værings встречается на рунических камнях XI века Ög 111 и Ög 68. На севере Норвегии недалеко от российского Мурманска имеется полуостров Варангер и одноимённый залив (Варяжский залив). Впервые варяги как væringjar (веринги) появляются в скандинавских сагах, записанных в XII веке.
«Сага о Ньяле» (LXXXI) рассказывает об исландце Кольскегге, который примерно в 990-е годы

отправился на восток, в Гардарики [Русь], и пробыл там зиму. Оттуда он поехал в Миклагард [Константинополь] и вступил там в варяжскую дружину. Последнее, что о нём слышали, было, что он там женился, был предводителем варяжской дружины и оставался там до самой смерти.

«Сага о людях из Лососьей долины» несколько противоречит в хронологии «Саге о Ньяле», называя Болли в 1020-е годы первым исландцем в варягах:

После того как Болли провёл зиму в Дании, он отправился в дальние страны и не прерывал своего путешествия, пока не прибыл в Миклагард. Недолго пробыл он там, как вступил в варяжскую дружину. Мы никогда не слышали раньше, чтобы какой-нибудь норвежец или исландец до Болли, сына Болли, стал дружинником короля Миклагарда [Константинополя].

Болли в 1030 году вернулся в Исландию с богатым оружием и в роскошных одеяниях, поразивших его соплеменников.
Одним из наиболее прославленных героев саг стал будущий норвежский король Харальд III Суровый, воевавший в 1034—1043 годах по всему Средиземноморью с отрядом в 500 варягов, а перед тем послуживший Ярославу Мудрому. Сага о Харальде Суровом из цикла «Круг Земной» сообщает легендарный обычай, позволявший варягам по смерти византийского императора уносить сокровища из дворца: «Харальд трижды ходил в обход палат, пока находился в Миклагарде. Там было в обычае, что всякий раз, когда умирал конунг греков, веринги имели право обходить все палаты конунга, где находились его сокровища, и каждый был волен присвоить себе то, на что сумеет наложить руку». Однако Харальд по сообщению той же саги был брошен в темницу по обвинению в присвоении имущества императора, а затем бежал на Русь. Он погиб в 1066 году в битве при Стамфордбридже, которой завершилась двухсотлетняя история вторжений скандинавских викингов в Англию.
В «Саге об Олаве Святом» и «Житии Олава Святого» варяги предстают в несколько ином качестве: вэрингом назван раб-кузнец в Новгороде норвежского происхождения.
В «Саге об Эгиле Скалагримссоне» Эгиль в одной из вис называет себя и своих людей «вэрингами» (væringja).
В скандинавских источниках слово «væringjar» встречается только в рассказах о событиях, имевших место с конца X века, и обозначает только скандинавов, служивших в Византии. К «русским» варягам оно не применялось. В этом значении термин сохранялся в Скандинавии до начала XIII века, когда падение Константинополя привело к ликвидации корпуса варангов.

## В поздней культуре

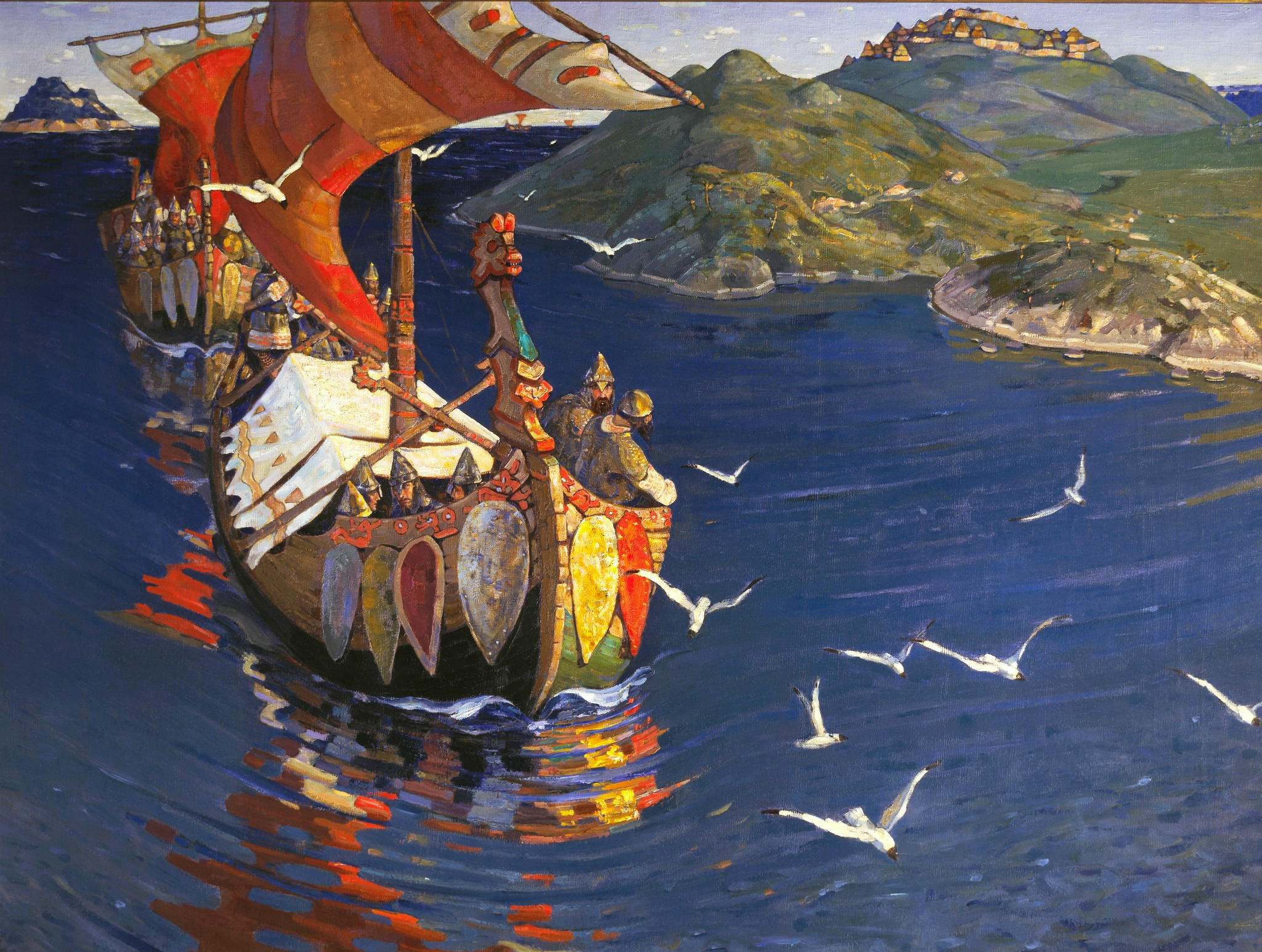
«Заморские гости», Николай Рерих, 1901, Третьяковская галерея

От варя́г происходит русск. варежки, первоначально — «варяжская рукавица». Из русского заимствовано эрз. variga, vaŕga с тем же значением. Самая ранняя форма геральдического щита — треугольная, суживающаяся книзу. Эта форма получила название норманнский щит, в русской геральдике его называют варяжский щит. Наименование «варяг» получило распространение в русском военном деле, в основном в качестве название военных кораблей, включая известный бронепалубный крейсер, затопленный в 1904 году.

### В художественной литературе
- «Исторические представления в подражание Шекспиру» императрицы Екатерины II и трагедия «Вадим Новгородский» Якова Княжнина в основе сюжета ставили известие Никоновской летописи, которое сообщало, что в 862 году к власти в Новгороде пришёл Рюрик, убивший в 864 году новгородца Вадима Храброго и его советников. Произведения отражали полемику двух идеологических позиций: согласно Екатерине в лице Рюрика выразилась спасительная роль самодержавия, а Вадим трактовался как «низкий честолюбец»; Княжнин утверждал: «самодержавие — повсюду бед содетель», Вадим изображался «борцом за новгородскую вольность». Однако оба автора следовали норманской теории. Они представляли начало самодержавия со времён Рюрика и признавали скандинавское происхождение первых русских князей[143].
- Тема восстания Вадима Храброго получила значительное развитие у представителей передовой общественной мысли конца XVIII — начала XIX века, в особенности в творчестве декабристов в 1810—1820-е годы, которые идеализировали этот образ. В 1821—1822 годах были задуманы трагедия «Вадим» Александра Пушкина, в конце 1820-х — начале 1830-х годов — поэмы Михаила Лермонтова «Олег» и «Последний сын вольности». В этих произведениях и в поэзии декабристов варяги рассматривались как скандинавы — по выражению Пушкина «суровое племя Одена», а Рюрик выступал в качестве «основателя Российского государства» и «князя самовластительного» (у Кондратия Рылеева, «Олег Вещий»). Призвание варягов авторы чаще всего оценивали негативно («До какого нас бесславия довели вражды граждан! / Насылает Скандинавия властелинов на славян!» — Рылеев, «Вадим»)[143].
- Литераторы отреагировали на публичный диспут Н. И. Костомарова и М. П. Погодина, составлявшийся в Петербургском университете в 1860 году, приняв участие в дискуссии, которая развернулась затем в печати. В 1868 году А. К. Толстой писал в своём сатирическом стихотворении: «И стали все под стягом, и молвят: „Как нам быть? / Давай пошлем к варягам: пускай придут княжить…“ / …И вот пришли три брата, варяги средних лет, / Глядят — земля богата, порядка ж вовсе нет…»[144].
- В последние десятилетия XIX и в начале XX века антинорманизм, получивший монархическое оформление, стал официальным нарративом, и школьники обучались истории по учебникам Д. И. Иловайского. Демократическая общественность оставалась на стороне антинорманизма лишь недолгое время, и оппозиционные сатирики стали высмеивать теперь уже «верноподданных антинорманистов». Неоднократно переиздавалась книга Алексея Разина «Откуда пошла русская земля и как стала быть. Русская история в повестях». В первом выпуске (1875) «Славяне и варяги» «могучий, но немногочисленный род русь» причисляется к варяжским родам, вместе со «свеями» и «урманами». Касаясь событий 862 года, автор пишет, что в ситуации вражды славянских родов и угрозы от «находников» произошло призвание наемного войска варягов. Разин показывает постепенную интеграцию варягов в славянское общество. Скандинавами варяги представлены также в известной серии для народного чтения «Книжка за книжкой», в том числе в повести В. Н. Крылова «Господин Великий Новгород»[145].
- В духе «борьбы с безродным космополитизмом» была написана трилогия о начальной истории Руси Валентина Иванова, в которую входят романы «Повести древних лет», «Русь изначальная» и «Русь великая». В первом произведении трилогии автор проводит идею автохтонного происхождения русского государства и нескандинавского происхождения варягов[145].
- Художественно-историческая проза Дмитрия Балашова ориентируется на XIII—XV века; только в послесловии к первой повести «Господин Великий Новгород» писатель кратко излагает идею автохтонного появления государственности[145].
- В 1974 году вышла детская историко-приключенческая повесть «Необычайные приключения Кукши из Домовичей» скандинависта, детского писатель и переводчика Юрия Вронского. Повесть понимает варягов как норманнов, а в Ладоге по сюжету в середине IX веке правит вымышленный морской конунг Орвар Стрела — он «покорил или перебил окрестных князей, пользуясь их взаимной враждой». Как уступка официальному антинорманизму присутствует «поморское» происхождение конунга Рерика[145].
- Серия романов Александра Мазина (цикл «Викинг»).
- Книга Ильи Бояшова «Конунг».
- Ряд книг Марии Семёновой о викингах.
- В романе Бориса Васильева «Вещий Олег» (1996). «Варяги» и «викинги» в романе — синонимы, которыми обозначена «разноплеменная вольнолюбивая ватага» воинов-наемников, в основном скандинавского происхождения. Писатель много раз акцентирует внимание на роли иноплеменного элемента в качестве катализатора объединения славянских племен и образования государства; «древнегерманское племя» русов он сравнивает с мощной рекой, которая влилась в славянское море и оставила напоминание о себе только в названии «Русь»[146].

### В кино
- «Сага о викингах[дат.]» (2008; Дания, США) — приключенческий фильм, драма, режиссёр Микаэль Моуяль.
- «Викинг» — российский исторический фильм 2016 года режиссёра Андрея Кравчука, повествующий о приходе в X веке к власти на Руси князя Владимира Святославича и последующих событиях вплоть до крещения князя и киевлян. Варягами являются наёмники Владимира из Скандинавии, он сам — потомок скандинавов.
- «Крещение Руси» (2016; Россия) — докудрама, период от Рюрика до Владимира, режиссер Максим Беспалый.
- «Рюриковичи. История первой династии» (2019; Россия) — докудрама, режиссер Максим Беспалый.